# Греція
Гре́ція (грец. Ελλάδα, трансліт. Elláda IPA: [eˈlaða] — Елла́да, або Ελλάς, Ellás, IPA: [eˈlas]), Третя гре́цька респу́бліка, офіційна назва — Гре́цька Респу́бліка (грец. Ελληνική Δημοκρατία, трансліт. Ellinikí Dimokratía IPA: [eliniˈci ðimokraˈti.a]), колись відома як Греччина— суверенна європейська держава на півдні Балканського півострова та численних островах грецького архіпелагу. Населення: 10,7 млн осіб (73 місце у світі). Столиця і найбільше місто — Афіни.
Знаходячись на південній околиці Балканського півострова, Греція розташована на перехресті Європи, Азії та Африки. На півночі межує з Албанією, Північною Македонією та Болгарією, на сході — з Туреччиною. Південні береги омиваються Середземним морем, західні — Іонічним, східні — Егейським. До складу Грецької Республіки також входить автономна чернеча республіка Афон, розташована на півострові Халкідіки Айон-Орос. Площа країни становить 131 957 км² (94 місце у світі). Країна складається з дев'яти традиційних географічних регіонів: Македонія, Центральна Греція, Пелопоннес, Фессалія, Епір, Егейські острови (включаючи Додеканес і Кіклади), Фракія, Крит та Іонічні острови.
Сучасна Греція — спадкоємиця культури Стародавньої Греції і вважається колискою західної цивілізації, батьківщиною світової демократії, західної філософії, основних принципів фізико-математичних наук, мистецтва театру та Олімпійських ігор сучасності. Грецька мова має найдовшу історію серед усіх мов індоєвропейської групи, адже нараховує 34 століття тільки писемного періоду. На основі грецької абетки виникли латиниця та кирилиця. З VIII століття до нашої ери греки були організовані в різні незалежні міста-держави, відомі як поліси, які охоплювали весь регіон Середземномор'я і Чорне море. Філіпп II Македонський об'єднав більшу частину грецького материка в IV столітті до нашої ери, а його син Александр Македонський швидко завоював більшу частину стародавнього світу, від Східного Середземномор'я до Індії. Греція була анексована Римом у II столітті до нашої ери, ставши невіддільною частиною Римської імперії та її наступника, Візантійської імперії, яка прийняла грецьку мову та культуру. Грецька православна церква, що виникла в I столітті нашої ери, допомагала формувати сучасну грецьку ідентичність і передала грецькі традиції в ширшому православному світові. Підпавши під владу Османської імперії в середині XV століття, сучасна національна держава Греція виникла в 1830 році після війни за незалежність.
Греція є унітарною парламентською республікою і розвиненою країною з розвиненою економікою з високим рівнем доходу, високою якістю життя та дуже високим рівнем життя. Її економіка є найбільшою на Балканах, де вона є важливим регіональним інвестором. Бувши членом-засновником Організації Об'єднаних Націй, Греція була десятим членом Європейської Спільноти (попередника Європейського Союзу) і входить до Єврозони з 2001 року. Греція також є членом багатьох інших міжнародних установ, включаючи Раду Європи, Організацію Північноатлантичного договору (НАТО), Організацію економічного співробітництва та розвитку (ОЕСР), Світову організацію торгівлі (СОТ), Організацію Безпека та співробітництво в Європі (ОБСЄ) та Франкофонію.
Багата культурна спадщина, вигідне географічне розташування роблять Грецію однією з найвідвідуваніших країн світу. Вона приваблює туристів одночасно рекреаційними курортами, різнобічним історико-культурним туризмом та паломництвом до святинь всього християнського світу. Багата історична спадщина країни частково зображена на її 18 об'єктах Всесвітньої спадщини ЮНЕСКО.

## Географія

### Розташування
Держава знаходиться в Південній Європі, займає південь Балканського півострова і прилеглі острови в акваторії Егейського моря. Територія країни простягається з півночі на південь на 590 км, а із заходу на схід — на 555 км. На північному заході межує з Албанією (спільний кордон — 247 км); на півночі — з Північною Македонією (256 км) і Болгарією (493 км); на північному сході — з Туреччиною (203 км). Загальна протяжність кордонів Греції — 1 228 км. На заході омивається водами Іонічного моря, на півдні — Середземного, на сході — Егейського морів Атлантичного океану. Загальна довжина берегової лінії — 15 021 км.
Греція складається з материкової (області Аттика, Пелопоннес, Центральна Греція, Фессалія, Епір, Македонія та Фракія) та острівної частин, загальною площею 131 990 км². На островах мешкає близько 20 % всього населення Греції, їх близько 2 тисяч, проте населених — близько 160. Найбільші острови Греції — Крит, Евбея, Керкіра та Родос.
Невелика група Іонічних островів утворює пасмо, що обмежує Грецію із заходу. Егейські острови навпаки численні. Деякі з них об'єднані в архіпелаги, як, наприклад, групи островів на північному сході Егейського моря — Споради, Кіклади і Додеканес. Інші розташовуються ізольовано, зокрема острів Крит. Кікладський архіпелаг складається з 39 островів, з яких тільки 24 заселені.
Споради, розташовані вздовж східного узбережжя материкової Греції та Евбеї, характеризуються особливим острівним колоритом і зберігають незайманими народні традиції. Група Додеканеських островів нараховує 12 великих і безліч дрібних островів, кожний зі своїми особливостями і відмінними ознаками. В Саронічній затоці, яка з'єднує узбережжя Аттики і Пелопоннесу, розташовується ще одна група невеликих Саронічних островів.

### Рельєф

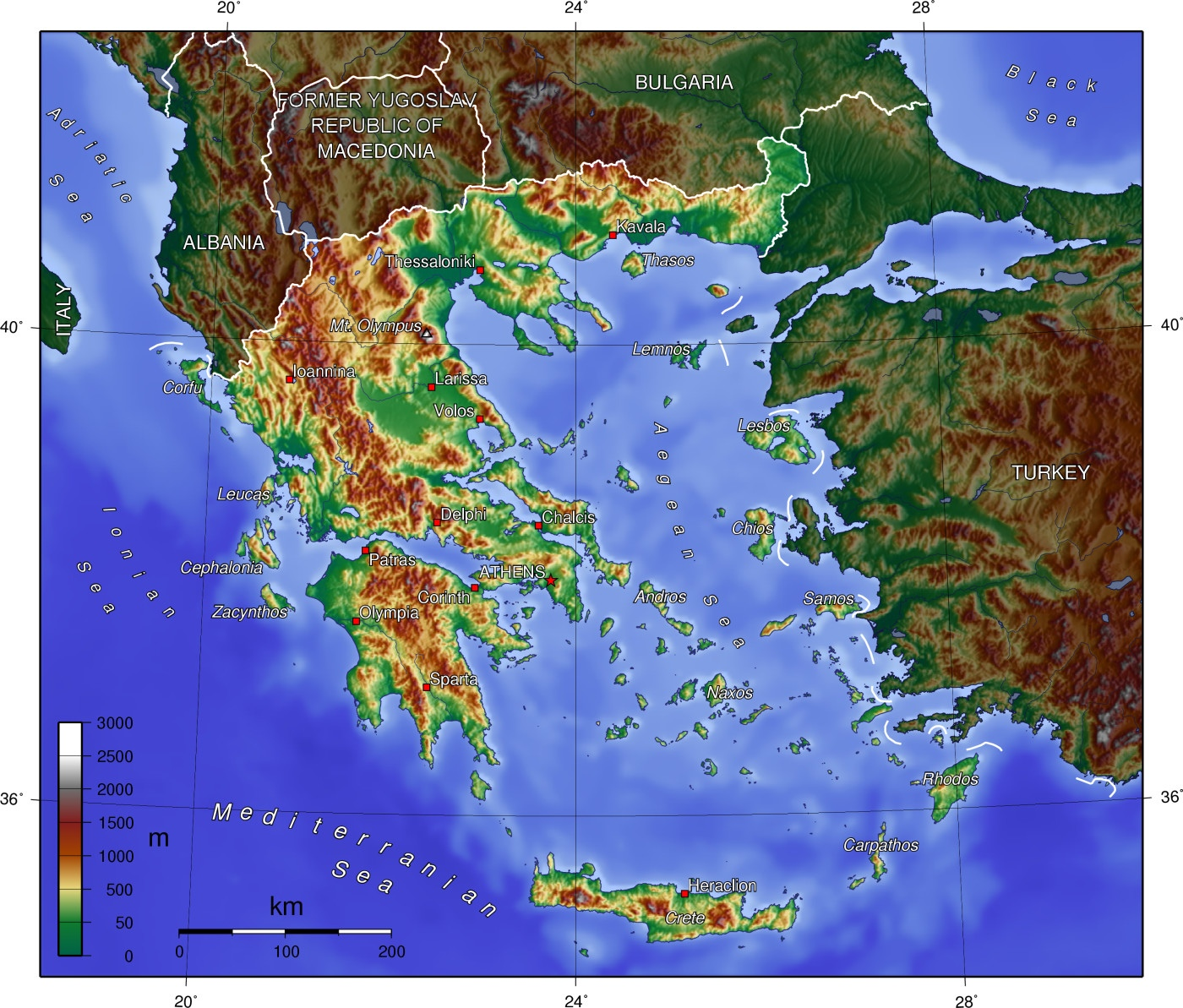
Фізична мапа
Балканського півострова

Чотири п'ятих території країни займають гори та пагорби, через що Грецію вважають третьою серед найгористіших країн Європи після Норвегії та Албанії. Гора Олімп із піком Мітікас висотою 2 917 м — найвища в Греції. Завдяки легендарному пантеону давньогрецьких олімпійських богів вона сьогодні є одним із найпопулярніших маршрутів для альпіністів та інших туристів.
Західна Греція вкрита низкою озер і боліт, здебільшого на території гірського пасма Пінд, що є продовженням гірської системи Динарських Альп і сягає максимальної висоти 2 637 м — вершина Смолікас. Динарські Альпи простягаються через центральний Пелопоннес, перетинають острови Кітера та Антикітера, Егейське море та закінчуються на острові Крит. Дослідження тектоніки регіону довели, що острови Егейського моря є піками підводного продовження гірської системи. Сам Пінд характеризується високими крутими вершинами, тут широко розвинені карстові ландшафти.
На північному сході Греції розташований інший гірський масив — Родопі, який у межах країни займає всю територію периферії Східної Македонії та Фракії. Ця область вкрита густими прадавніми лісами. Широко відомий за межами Греції заповідник «Ліс Дадіа» в адміністративному плані належить до ному Еврос, що на крайньому північному сході країни. Просторі рівнини розташовані головно у периферіях Фессалія, Центральна Македонія та Фракія. До них приурочені основні сільськогосподарські регіони Греції.

### Клімат
Клімат (підсоння) країни субтропічний, середземноморський, зі спекотним і сухим літом, м'якою дощовою зимою. У році 300—310 сонячних днів. Середні температури січня 4—12 °C, липня 25—27 °C. Опадів на рівнинах 400—700 мм, у горах до 1500 мм на рік.
Завдяки своїй унікальній географії, Греція має низку мікрокліматичних зон із місцевими відмінностями. У північній та північно-східній частині материкової Греції, на захід від гірського пасма Пінд, клімат вологіший і має деякі риси, типові для морського клімату. На схід від Пінду підсоння здебільшого посушливе, а погода порівняно більш вітряна.
Типовий посушливий середземноморський клімат панує на островах Егейського моря, особливо островах архіпелагів Кіклад та Додеканесу, південній і центральній частинах острова Евбея, рівнинних районах Аттики, східних та південних районах Пелопоннесу і низинних районах на Криті. Впродовж літа погода майже завжди сонячна й посушлива, рідкі опади набувають рис зливи із грозами. Зими тривають тут недовго, випадає мокрий сніг, але здебільшого взимку трапляються тривалі, стійкі дощі, що можуть призводити до підтоплень прибережних районів. У січні 2022 року у Греції випала аномальна кількість снігу [Архівовано 8 лютого 2022 у Wayback Machine.], що зупинила роботу інфраструктури міст на кілька днів.

### Ґрунти й рослинність
Ґрунти в прибережних і низькогірних районах коричневі і буро-коричневі; в Східній Фессалії, на Пелопоннесі, Спорадах — гірські червоні ґрунти. Ґрунтово-кліматичні умови більшості областей Греції сприятливі для виноградарства, однак у багатьох районах ґрунти також піддаються інтенсивним ерозійним процесам.
Рослинність Греції різноманітна (зафіксовано близько 5500 видів рослин), особливо багата на унікальні, ендемічні види. Вражає безліч диких квітів, особливо навесні, коли всі схили вкриті різнобарвним килимом. Серед них анемони, косарики, цикламени, півники, тюльпани, лілії і багато інших. Найціннішим деревом для всього Середземномор'я є олива, з плодів якої виготовляють оливкову олію. Поширені багатовікові платани і кипариси.
У минулому територія Греції була густо залісненою, однак більшу частину лісів люди знищили ще на початку античності. Найбільші лісові масиви наразі збереглися в північній Греції, в горах Фракії, Македонії та Епіру. Крім того, на північних і східних островах Егейського й Іонічного морів значні території вкриті сосновими і широколистяними лісами. Сучасна лісистість становить близько 15 %. Зафіксовано понад 200 видів дерев.
У південній частині материкової Греції до висот 750—900 м поширені маквіс, представлений вічнозеленими чагарниками (як-от мирт, ялівець, рокитник, терен тощо), діброви та соснові ліси. На висотах до 1000 м розповсюджені листопадні широколистяні дерева — дуб, бук, каштан, ясен. На гірських вершинах зростають переважно ялицево-соснові ліси.
На півночі Греція дуб поширений переважно на низьких схилах. На висотах до 750—1000 м розповсюджені ліси з ясена, клена, липи, в'яза, каштана, волоського горіха. До висот 1800—1950 м поширені букові, а вище — хвойні ліси. Верхня межа лісу — близько 2 000 м, на горі Олімп — 2 200 м, вище поширені гірські луки з великою кількістю ендемічних рослин.
Останніми роками аномально спекотні літні сезони супроводжуються лісовими пожежами, що завдали значної шкоди не тільки рослинності, але й екосистемам загалом.

### Тваринний світ
З тварин занесених до Червоної книги - тюлень-монах, який і досі зустрічається у прибережних водах. Серед інших морських ссавців найпоширеніші дельфіни.
З-поміж хижих ссавців у горах донині зустрічаються лисиця, дикий лісовий кіт, бурий ведмідь, сірий хом'як. У горах Пінду, уздовж кордону з Болгарією, зустрічається козел альпійський. Північні ліси також слугують домівкою куницям, благородному оленю, сарнам, вовкам, диким кабанам та рисі. В лісах на півдні країни також зустрічаються шакали. Найчисленніші серед ссавців — гризуни, південні види кажанів і комахоїдні — землерийки, їжаки, кроти.
У Греції також багато змій, ящірок, черепах (особливо поширені суходільні грецькі черепахи). Вони легко переносять спеку і брак вологи в посушливий літній сезон. Серед ящірок для Греції найтиповіші скельна, грецька гостроголова, пелопоннеська, іонічна і найбільша в Європі — зелена ящірка. Серед змій особливо поширені полози, вужі, рогата гадюка. Серед хижих птахів переважають сови, орли і шуліки, на узбережжях багато мартинів. Характерні для Греції також довгоносий баклан, кучерявий пелікан, лелека. У лісах живе південний зелений дятел, гірська вівсянка.

### Охорона природи
Докладніше: Національні парки Греції
Національний парк Вікос-Аоос
Територія Греції вкрай роздроблена, має багато екосистем. Майже 5 % всієї берегової лінії Греції займають екологічно-чутливі водно-болотні території, 11 з них взяті під охорону держави. Дві третини всього населення Греції живе не далі, ніж за 2 км від берега, де розташовані найбільші міста країни. Туристичні потоки, спрямовані на узбережжя Греції, створюють значне навантаження на екосистеми регіону. Для підтримки екологічного балансу в особливо крихких екосистемах створюються охоронні території: національні парки, заказники та заповідники.
Серед суходільних національних парків Греції: Олімп, Парніта, Парнас, Самарія, Вікос-Аоос, Енос, Суніон, Іті, Пінд, озеро Преспа. Є також два морські національні парки — Національний морський парк Алонісос-Північні Споради та Закінф. Екологічний музей просто неба в Епірі — природний парк Буразані. Крім того, є 51 охоронна природна пам'ятка, 113 орнітологічних центрів і 300 територій мережі CORINE (англ. Coordination of Information on the Environment).

### Екологічні проблеми

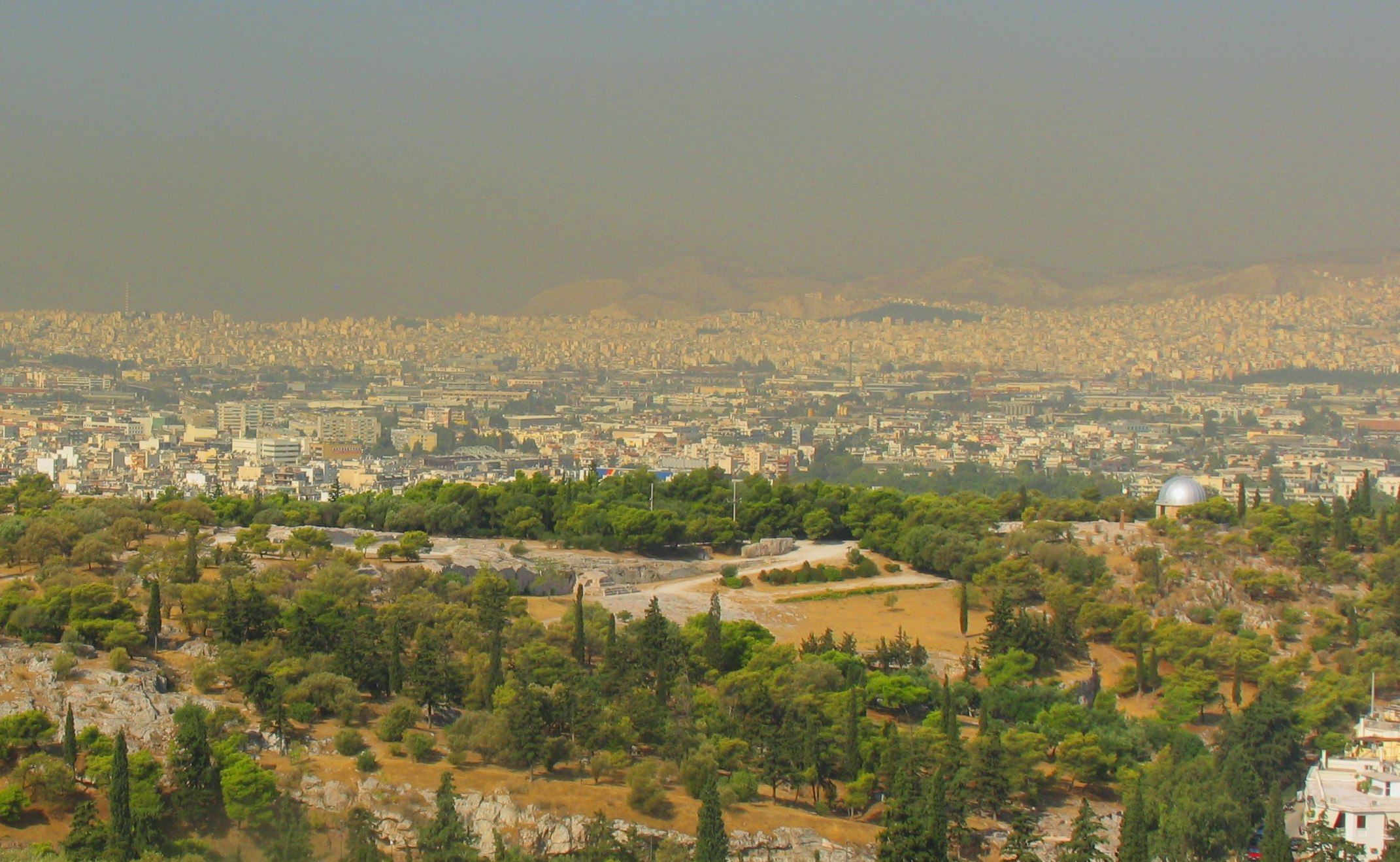
Смог над Афінами, вигляд з Акрополя, вересень 2008

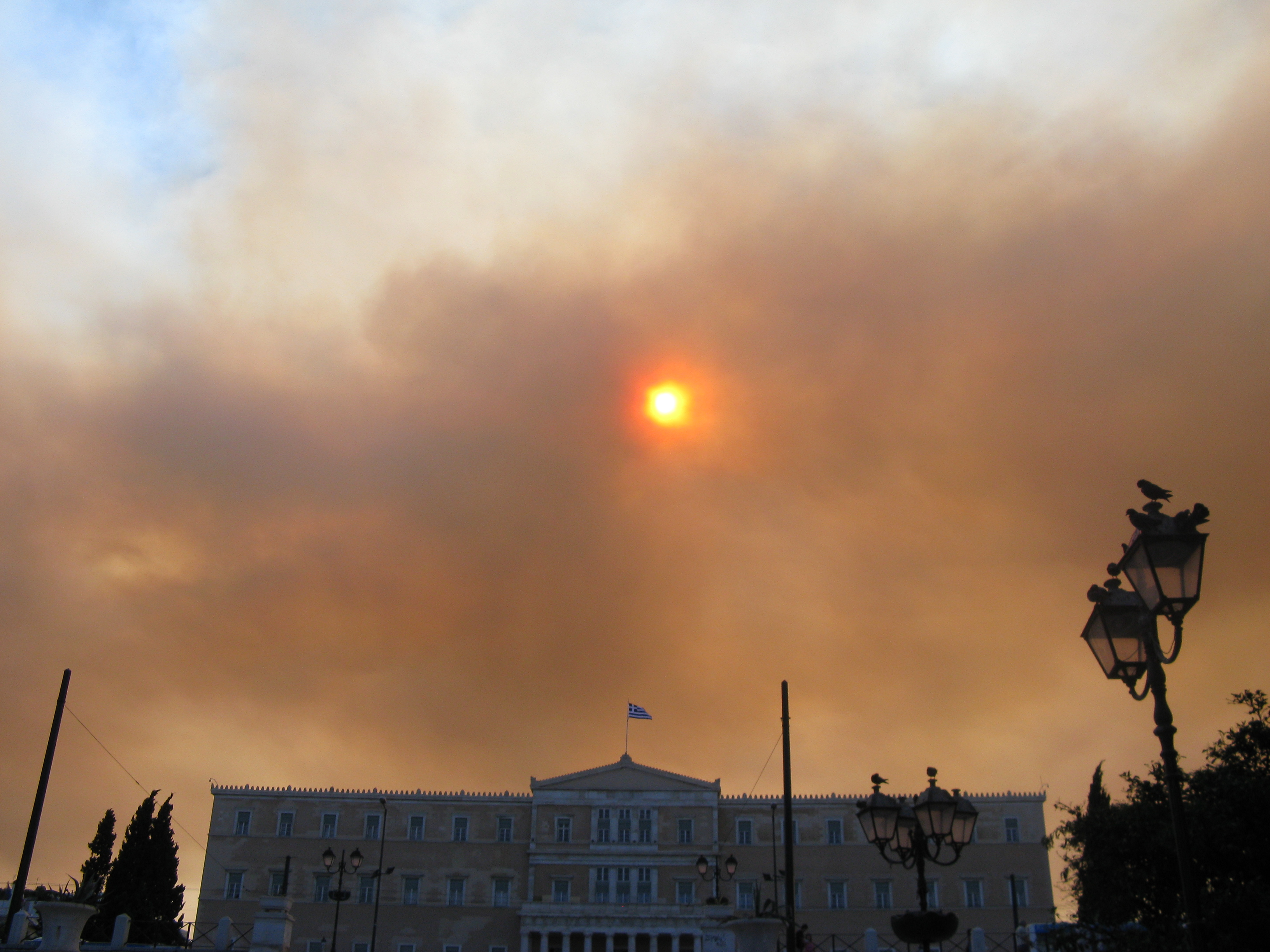
Дим від лісових пожеж, площа Синтагма, серпень 2009

Загалом територія Греції характеризується низьким рівнем екологічної небезпеки та допустимим рівнем техногенного навантаження. Несприятливий екологічний стан склався тільки в районах міських агломерацій Афін та Салонік, де мешкає близько 3 млн осіб або 26 % всього населення країни. Зокрема моніторинг OECD показав, що найгостріші проблеми охорони навколишнього середовища цих районів — високий рівень забрудненості атмосферного повітря викидами CO2, сполук SOx та NOx, а також недостатній ступінь очищення стічних вод, які скидаються у природні водотоки та водойми.
Забруднення води — результат багаторічного скидання зі стічними водами промислових забруднювачів, сільськогосподарських токсичних хімікатів, як-от добрива і пестициди. Затока Саронікос, усе північне та східне узбережжя якої займають Афіни та Пірей — одна з найзабрудненіших. Загалом Греція володіє 54 км³ водних ресурсів, але 81 % з них залучено у сільському господарстві та 3 % у промислових цілях. Проблема забруднення атмосферного повітря виникла як прямий наслідок зневаги до екологічних заходів під час швидкого промислового росту в 1970-х роках у поєднанні з незбалансованим розвитком і нерегульованим розростанням міст: так, 50 % індустріальних підприємств Афін побудовано в центрі міста. Крім того, геоморфологічні умови Аттики перешкоджають швидкому розсіюванню забруднювачів у повітрі. Зокрема лісові пожежі 2009 року спричинили утворення димової завіси над Афінами.
Державні програми, спрямовані на зниження викидів діоксиду вуглецю та свинцю в атмосферне повітря, були розгорнуті 1978 року, коли через смог мешканці Аттики масово почали звертатись до лікарень зі скаргами на дихальну та серцево-судинну системи. З червня по серпень 1982 року уряд закрив 87 підприємств, 73 підприємствам наказано скоротити викиди, автомобілям заборонено рух центром Афін. У січні 1988 року автопарк таксі в центрі Афін зменшено на 50 %, а приватним автомобілям заборонено рух трьома основними міськими магістралями. Для скорочення викидів діоксиду сірки заборонено використання сирої нафти для центрального опалення та вжито заходів зі зниження вмісту сірки у дизельному паливі та сирій нафті. Фактично заборонені легкові та малотонажні вантажні автомобілі з дизельними двигунами. Розв'язанню проблем допомогло й будівництво 2 та 3 гілки Афінського метрополітену. Відтак із початку 2000-х років проблема смогу успішно вирішується, а рівень діоксиду вуглецю та оксидів сірки й азоту стабілізовано на допустимому рівні. Управління водними ресурсами в Греції також досягло значного прогресу в останні роки, особливо після створення нових правових вимог щодо водокористування та водовідведення. В період між 1992 і 2002 роками навіть вдалось скоротити забір води для сільського господарства на 2,5 %. Проте деякі серед найбільших річок Греції: Аксіос, Стрімон, Нестос, Еврос — озера Дойран та Преспа живляться водами приток, що протікають не тільки територією Греції, але й сусідніх країн. Відтак для Греції надзвичайної важливості набуває потреба координації своїх зусиль з іншими державами.

## Історія

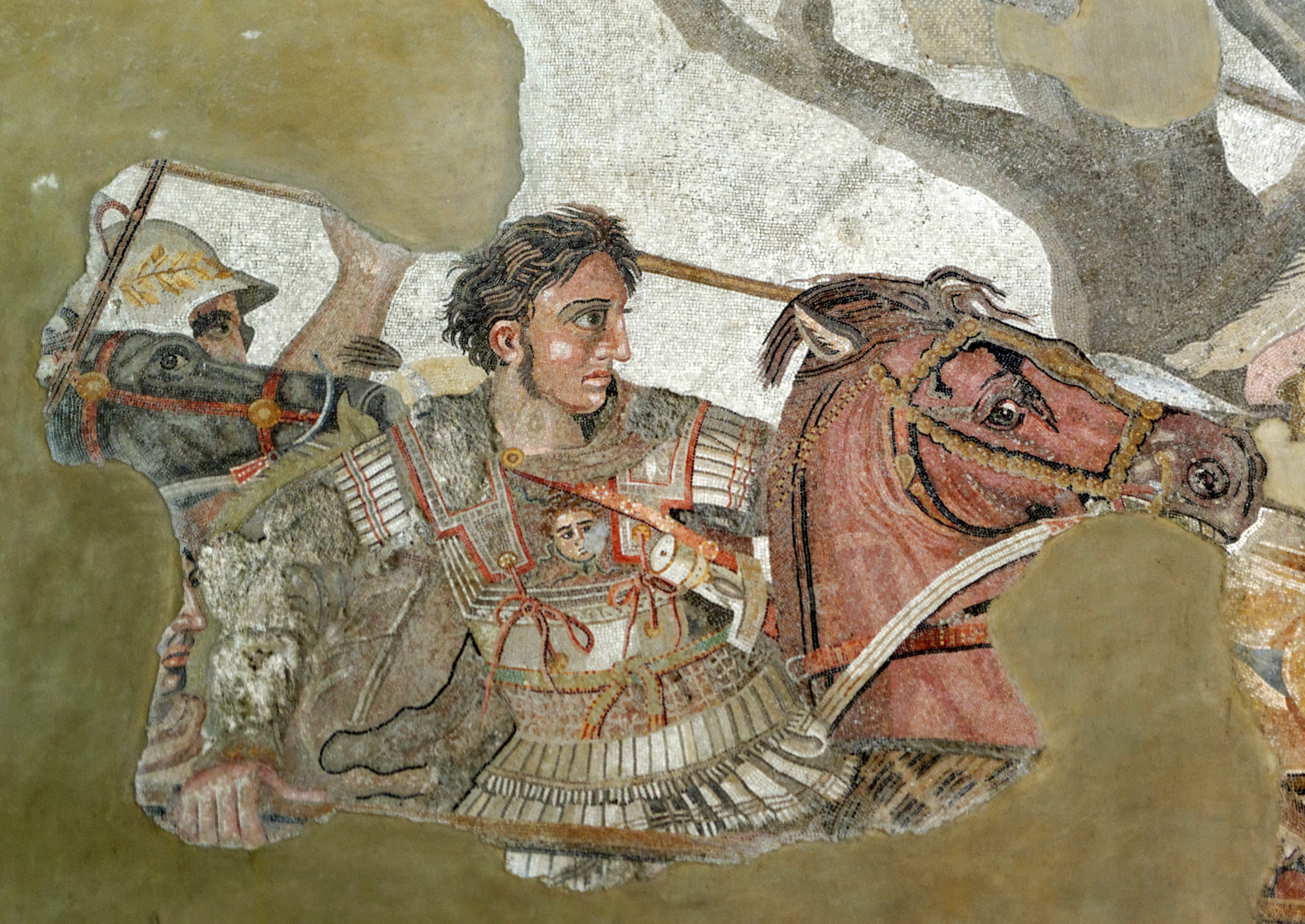
Александр Македонський

Греція вважається колискою західної цивілізації. Близько 3 тисяч років до н. е. на острові Крит виникла високорозвинена мінойська цивілізація, культура якої згодом поширилась і на материк. За нею наступила крито-мікенська, або егейська культура. Пізніше виникали власне грецькі поліси, а також античні міста Північного Причорномор'я, Великої Греції, Малої Азії. Культура надзвичайного рівня розвитку ширилась усім середземноморським регіоном, що відбилось в архітектурі, театрі, науці та філософії. Поліси Афіни та Спарта відіграли провідну роль у перемозі над Персією, втім самі пізніше були затьмарені Фівами, а згодом Македонським царством. Останнє під проводом Філіппа II Македонського та його сина Александра Великого досягло надзвичайної могутності, яка була провісницею початку епохи еллінізму. Вона тривала до 146 року до нашої ери, коли Еллада опинилась у залежності від Римської імперії.
Подальший взаємовплив еллінської та римської культур формалізувався у культурі Візантійської імперії, створеної 330 року навколо Константинополя. Він залишався основним культурним центром впродовж тисячі років, до свого падіння під натиском Османської імперії 30 жовтня 1453 р. На початку османської доби представники грецької інтелігенції мігрували у країни Західної Європи, де відіграли важливу роль у західноєвропейському Відродженні. Проте система османських міллетів через ізоляцію допомагала православним грекам зберігати свої традиції впродовж чотирьох століть, сприяла їх згуртованості на основі релігії, яка відіграла важливу роль у формуванні сучасної грецької ідентичності.

### Новогрецький період

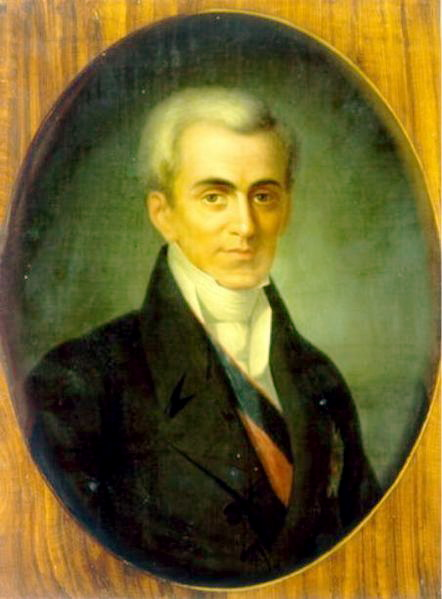
Іоанн Каподистрія, перший Президент Греції

Свою незалежність від Османської імперії Греція здобула 1830 року після національно-визвольної війни 1821—1829 років. Першим президентом незалежної Греції став Іоанн Каподистрія. Проте Великі держави вирішили її долю — встановили монархію та запросили на грецький престол неповнолітнього Оттона Баварського з династії Віттельсбахів. Повстання 3 вересня 1843 року змусило короля Оттона надати Конституцію та заснувати представницькі Національні збори. Проте 1863 року Оттон був повалений, а на грецький престол запросили данського принца Вільгельма, який прийняв ім'я короля Георга І. На честь його коронації Велика Британія подарувала Греції Іонічні острови. 1877 року за ініціативою Харілаоса Трикупіса, найяскравішої фігури грецької політики того часу, король був позбавлений права впливати на Національні збори висуненням вотуму недовіри прем'єр-міністру країни.
Після завершення Балканських воєн 1912—1913 років Греція змогла значно розширити свої території. Згодом політична боротьба між королем Костянтином I та харизматичним прем'єр-міністром Елефтеріосом Венізелосом розколола грецьке суспільство напередодні Першої світової війни. Після завершення останньої Греція вступила у війну з Туреччиною на чолі з Мустафою Кемалем Ататюрком. Ця війна призвела до втрати Грецією частини території та масового обміну населенням між двома країнами в рамках підписаного 24 липня 1923 Лозаннського мирного договору.

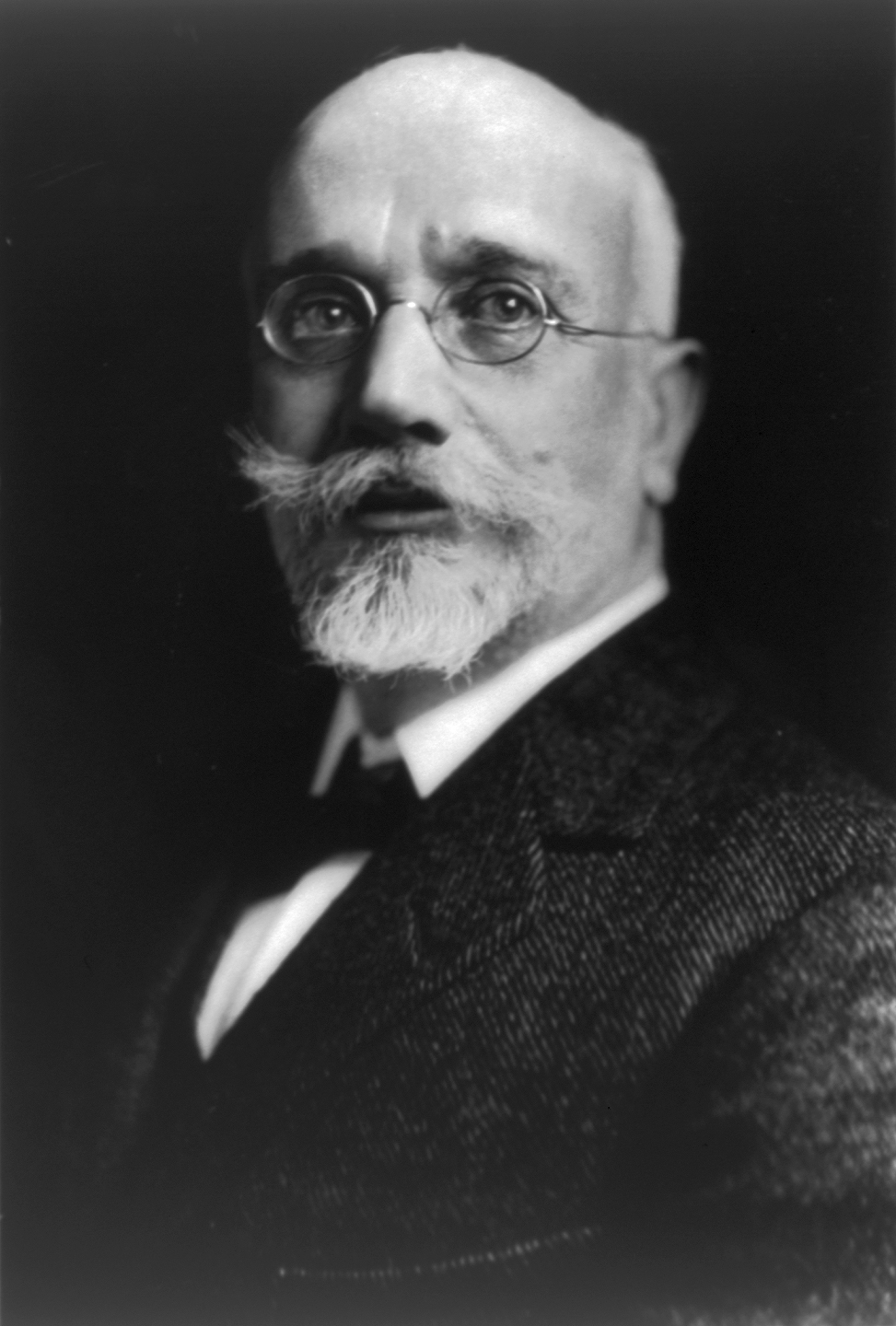
Прем'єр-міністр Елефтеріос Венізелос

28 жовтня 1940 року фашистська Італія зажадала від нейтральної Греції надати плацдарм для розміщення своїх сил, на що прем'єр-міністр Іоанніс Метаксас відмовив категоричним Ні (грец. Όχι), розуміючи, що тепер війна для Греції стає невідворотною. Хоча німецькі війська були виведені з території країни тільки 1944 року внаслідок дій радянської армії, що наступала у напрямку Югославії, з 1942 року Греція святкує 28 жовтня як загальнонаціональне свято — День Охі.
У громадянській війні 1946 року комуністична партія Греції зазнала поразки. 1949 року у Греції відновлено монархію, яка була остаточно скасована 21 квітня 1967 року після військового перевороту «чорних полковників», підтримуваних деякими колами США. Режим полковників виявився абсолютно безпорадним, коли 20 липня 1974 року Туреччина напала на Кіпр. Після повалення військової хунти 1975 року було прийнято нову Конституцію, в країну з Парижа повернувся попередній прем'єр-міністр Константінос Караманліс, а за результатами всенародного референдуму монархію було скасовано і Греція врешті стала парламентською республікою. На противагу Новій демократії Караманліса Андреас Папандреу заснував ПАСОК, ці партії і нині залишаються найвпливовішими в країні.
1980 року Греція повторно приєдналась до військової організації НАТО (1974 року вона вийшла з неї на знак протесту проти окупації Північного Кіпру). 1 січня 1981 року Греція вступила до ЄС. У Македонському питанні Греція і досі залишалася непохитною у своєму рішенні не визнавати Північну Македонію через спроби останньої заявити свої права на історико-культурну спадщину Македонії.

### Сучасність

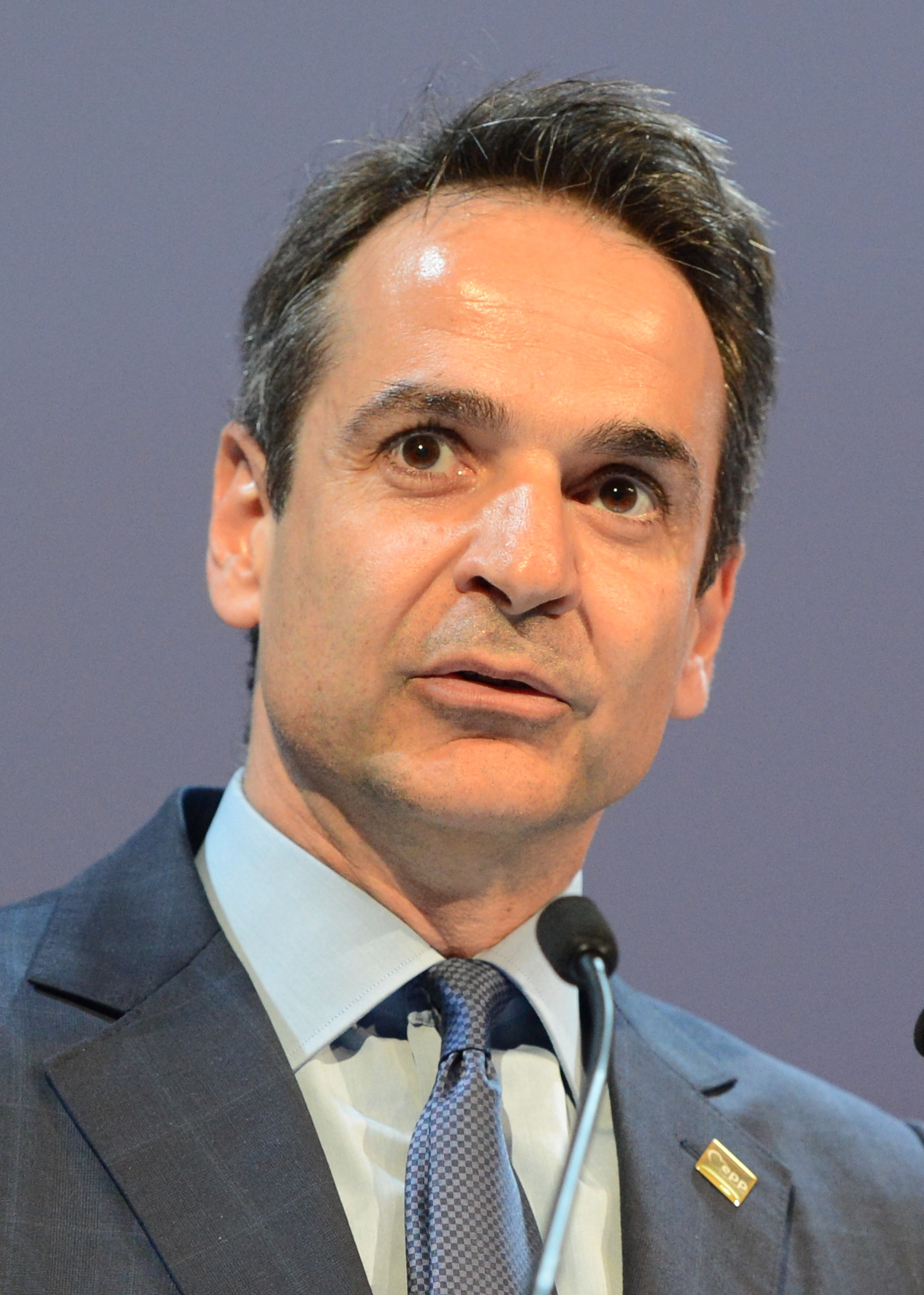
Чинний прем'єр-міністр Греції Кіріакос Міцотакіс

У грудні 2008 року в Афінах спалахнули масові заворушення, які швидко охопили країну та сколихнули всю Європу. Причиною заворушень було давно наростаюче невдоволення економічним становищем, яке значно ускладнювалось у зв'язку із Всесвітньою економічною кризою 2008 року. Приводом до розгортання масових акцій протесту, що нерідко переростали у погроми та безлад, стало вбивство 6 грудня 16-річного підлітка патрульним афінської поліції. Від весни 2010 року справжнім випробуванням для уряду Йоргоса Папандреу стали майже безперервні загальнонаціональні страйки, заворушення та теракти. Проте боргова криза спричинила ще більше напруження та зрештою політичну кризу. У листопаді 2011 року Йоргос Папандреу пішов у відставку. Було сформовано уряд широкої коаліції на чолі із безпартійним Лукасом Пападімосом. Нові дострокові вибори в парламент відбулися 6 травня 2012 року, на яких перемогла Нова демократія (НД), а новим прем'єр-міністром став її лідер Антоніс Самарас.
Зрештою й НД не спромоглася вивести економіку Греції із рецесії. Наприкінці листопада 2014 року в Греції пройшли загальнонаціональні страйки проти заходів жорсткої економії. Після цього опозиція на чолі із СІРІЗА виступила із вимогою дострокових виборів. Самарас ініціював проведення дострокових президентських виборів, які відбулися у три тури. Однак парламент так і не зміг обрати нового президента країни. 29 грудня 2014 року призначені нові позачергові парламентські вибори на 25 січня 2015 року. На цих виборах перемогла раніше опозиційна ліворадикальна коаліція «СІРІЗА». Відтак Кабінет міністрів Греції очолив її лідер Алексіс Ципрас. Коаліцію сформували власне СІРІЗА та Незалежні греки.
Ципрас одразу проявив себе досить принциповим політиком, виступаючи проти нових економічних зобов'язань Греції та наполягаючи на реструктуризації або й списанні боргів. Призначений ним міністр фінансів Яніс Варуфакіс неодноразово офіційно заявляв про відмову подальшої співпраці із «трійкою» (місія ЄС, Європейського Центробанку та МВФ). 5 червня 2015 р. Греція відмовилась вчергове перерахувати кошти МВФ. 26 червня 2015 р. Ципрас відхилив пропозицію по 5-міс. подовження програми фінансової допомоги Греції та різко розкритикував кредиторів, звинувативши їх у проведенні політики відносно Греції, заснованої на «шантажі та ультиматумах». 1 липня 2015 р. Греція фактично допустила технічний дефолт, не перерахувавши МВФ транш у розмірі 1,54 млрд. 5 липня 2015 р. відбувся національний референдум про подальше прийняття фінансової допомоги. Усі ці події відбувалися на фоні жвавого обговорення можливого сценарію Grexit'у.
Втім 14 серпня 2015 р. після дебатів Грецький парламент підтримав новий план економічної допомоги Греції кредиторами в обмін на нові реформи та нові жорсткі заходи економії. Для прийняття рішення вистачило голосів опозиції, яку складали Нова демократія (НД), ПАСОК та «Ріка (To Potami)», це довело, що СІРІЗА втратила більшість. 20 серпня 2015 р. після отримання першого траншу допомоги Алексіс Ципрас подав у відставку. Тимчасовий уряд Греції очолила Васіліка Тану-Христофілу. На нових дострокових парламентських виборах 20 вересня 2015 р. знову перемогла СІРІЗА, набравши 35,46 % (випередивши НД із 28,10 % голосами виборців). Нову коаліцію в парламенті сформували СІРІЗА та Незалежні греки 23 вересня 2015 р.

## Політична система
Греція за формою правління є парламентською республікою, глава держави — президент, який обирається парламентом на п'ятирічний термін. Державний устрій — унітарна держава.
Чинна Конституція Греції прийнята п'ятим скликанням Грецького парламенту 1975 року після падіння режиму військової хунти 1967—1974 років. Двічі положення Конституції переглядались 1986 та 2001 року. Конституцією Греції, що складається зі 120 статей, передбачено поділ влади на виконавчу, законодавчу та судову гілки і надано широкі гарантії (змінами 2001 року) громадянських свобод та соціальних прав.

### Виконавча влада
Виконавча влада здійснюється Президентом Республіки та Кабінетом Міністрів Греції. Поправками до Конституції, внесеними 1986 року, обов'язки та права Президента значно обмежені. Зараз влада Президента номінальна, він здебільшого виконує функції представництва держави на міжнародній арені. Чинний Президент Греції — Катерина Сакелларопулу.
Повнота політичної влади в Греції належить прем'єр-міністру країни. Прем'єр-міністром Греції, тобто головою уряду, стає лідер політичної партії, що перемогла на парламентських виборах. Формально кандидатуру прем'єр-міністра подає та затверджує Президент Республіки. Також Президент призначає на посади та звільняє від обов'язків членів Кабінету Міністрів Греції.

### Парламент
За конституцією держави уся законодавча влада належить однопалатному парламенту, депутати якого обираються на 4 роки прямим загальним голосуванням. Президент Республіки має право розпустити парламент раніше від закінчення терміну дії парламенту за пропозицією Кабінету Міністрів, якщо таке рішення пов'язане з національним питанням виняткової важливості. Усі постанови, які приймає парламент, має підписати Президент Республіки, аби вони набрали чинності.

#### Політичні партії
На парламентських виборах 9 квітня 2000 року до парламенту Греції пройшли такі політичні партії:
- Всегрецький соціалістичний рух — 158 місць (53 %);
- Нова демократія — 125 місць (41,5 %);
- Комуністична партія Греції — 11 місць (3,5 %);
- Коаліція лівих і прогресивних сил — 6 місць (2 %)[39].

### Судова влада
Судова система Греції незалежна від виконавчої та законодавчої влади та складається з трьох верховних судів: Касаційного суду (грец. Άρειος Πάγος — ареопаг), Державної Ради (грец. Συμβούλιο της Επικρατείας) і Палати аудиторів (грец. Ελεγκτικό Συνέδριο). До судової системи держави належать також громадські суди, які розглядають цивільні та кримінальні справи, та адміністративні суди, судді яких вирішують суперечки між громадянами й адміністративними органами Греції.

### Зовнішня політика
Членство в міжнародних організаціях: ООН, ЄС, ОБСЄ, НАТО, Міждержавна організація економічного співробітництва і розвитку, Організація Чорноморського економічного співробітництва.

#### Українсько-грецькі відносини
Уряд Греції офіційно визнав незалежність України 31 грудня 1991 року, дипломатичні відносини з Україною встановлені 15 січня 1992 року. У Греції (Афіни) діє українське посольство і консульство, а в Києві — посольство Греції.

### Державні символи
Державний прапор — 9 біло-блакитних смуг із хрестом — відповідає 9 складам у національному гаслі: «Свобода або смерть». Перший національний прапор був започаткований у 1821 р. генералом Олександром Іпсіланті — червоний із білим хрестом. З 1833 р. червоний колір був замінений блакитним.
Державний герб — блакитний щит із білим хрестом в обрамленні двох оливкових гілок як символи провідної релігії в Греції — православ'я.
Гімн Греції з 1860 року — славетний «Гімн про волю», написаний фундатором новогрецької поезії Діонісіосом Соломосом в 1823 році і покладений на музику першим помітним із новогрецьких композиторів Ніколаосом Мандзаросом.

## Адміністративний устрій
Адміністративно Греція поділяється на 13 периферій, 9 з них розташовані на материковій частині, решта 4 — острівні. За адміністративним поділом 1997 року, існували 3 гіперноми, а периферії поділялись на 50 номів. Крім того, номархія Аттика включала 4 номи: Афіни, Східна Аттика, Пірей та Західна Аттика. Номи, своєю чергою, поділялись на деми (муніципалітети). Після прийняття 2010 року Програми «Каллікратіс» поділ на номи скасований. Новий адміністративний поділ Греції набрав чинності 1 січня 2011 року.
|  | Децентралізована адміністрація                                                            | Столиця  | Периферії                                            | Площа, км² | Населення | Карта |
|  | ----------------------------------------------------------------------------------------- | -------- | ---------------------------------------------------- | ---------- | --------- | ----- |
|  | Аттики                                                                                    | Афіни    | Аттика                                               | 3 808      | 3 761 810 |       |
|  | Македонії і Фракії                                                                        | Салоніки | Центральна Македонія, Східна Македонія та Фракія     | 32 968     | 2 483 019 |       |
|  | Епіру та Західної Македонії                                                               | Яніна    | Епір, Західна Македонія                              | 20 553     | 1 094 326 |       |
|  | Фессалії і Центральної Греції                                                             | Лариса   | Фессалія, Центральна Греція                          | 29 586     | 1 359 217 |       |
|  | Пелопоннесу, Західної Греції та Іонії                                                     | Патри    | Пелопоннес, Західна Греція, Іонічні острови          | 29 147     | 1 592 432 |       |
|  | Егейських островів                                                                        | Пірей    | Північні Егейські острови, Південні Егейські острови | 9 122      | 508 807   |       |
|  | Криту                                                                                     | Іракліон | Крит                                                 | 8 259      | 601 131   |       |
|  | Автономна чернеча область Святої Гори Афон має особливий статус та власний візовий режим. |          |                                                      |            |           |       |

Столиця Греції — місто Афіни (грец. Αθήνα), одне з найдавніших міст світу та одночасно одна з наймолодших столиць у Європі — цього статусу місто набуло тільки 1834 р. після подій Грецької національно-визвольної війни XIX століття. Нині у столиці мешкає близько 35 % всього населення країни, разом із Піреєм нараховується близько 3,5 млн жителів. Це гамірне і темпераментне місто, стовпотворіння в центрі контрастує з майже сільським виглядом передмістя. Сучасні Афіни поєднали в собі протилежності грецького і малоазійського способу життя.
Салоніки (грец. Θεσσαλονίκη) — столиця грецької області Македонія, друге за значенням та величиною місто Греції, лежить на березі затоки Термаїкос. Впродовж багатьох століть Салоніки залишались важливим культурним та головним релігійним центром Еллади. Сьогодні це також потужний економічний та освітній центр країни. Щороку в Салоніках проводиться одна з найбільших у світі Міжнародних виставок, а Фессалонікійський університет Аристотеля є найбільшим вищим навчальним закладом Греції.
Статус автономного регіону має чернеча республіка Афон, розташована в центральній та південній частині східного півострова Халкідіки Айон-Орос. Це самокерована громада двадцяти православних монастирів, що з 1313 року перебувають під безпосередньою церковною юрисдикцією Константинопольського Патріарха. Суверенітет Греції над півостровом закріплений Лозанською угодою 1923 року. На відміну від інших єпархій Константинопольського Патріархату, на Афоні використовується юліанський календар, зокрема в адміністративних документах. Деякі скити та ісихастерії через свої пропутінські погляди конфліктують з владою Патріарха Константинопольського. Для православних всього світу Афон — одне з головних святих місць, а також об'єкт світової спадщини ЮНЕСКО.

## Збройні сили Греції
Збройні сили Греції — державна структура з озброєними військовими формуваннями, що відповідно до Конституції Греції призначена для захисту свободи, незалежності та територіальної цілісності і має у своєму складі сухопутні війська, військово-морські сили та військово-повітряні сили Грецької Республіки. Збройні сили Греції комплектуються на підставі закону про загальний військовий обов'язок. Чисельність збройних сил 2000 року складала 158 тис. військовослужбовців.
Загальні витрати на армію 2000 року склали 3,3 млрд доларів США. Греція витрачає найбільший процент валового внутрішнього продукту (4,3 % ВВП) на оборону серед держав-членів НАТО. Основна причина витрат полягає в загрозі від Туреччини.
|                                                                       |                                 |                                             |
| Солдати грецької армії, миротворчий контингент в Боснії і Герцеговині | Грецький винищувач F-1C «Міраж» | Грецький фрегат «Гідра» в Пірейському порту |

Вищий орган управління Збройних Сил — міністерство оборони Греції, орган військового управління — Генеральний штаб Національної оборони Греції (грец. Γενικό Επιτελείο Εθνικής Άμυνας — ΓΕΕΘΑ). Греція — член НАТО та бере участь в операціях в Афганістані, Боснії, Чаді та Косово.
Під час ведення війні за незалежність проти Османської імперії в 1821 році були створені грецькі сухопутні сили та флот. У вересні 1912 року сформовано військово-повітряні сили як третій вид збройних сил. Збройні сили Греції брали участь у Балканських війнах проти турецької та болгарської армії. Під час Першої світової війни збройні сили Греції брали участь на стороні союзників, а потім у 1919 році брали участь в експедиції Антанти в Україні. Греко-турецька війна 1919—1922 років закінчилася поразкою, обернулася втратою територій та «Малоазійською катастрофою».
Під час Другої світової війни Греція під проводом диктатора Іоанніса Метаксаса відхилила італійський ультиматум про здачу 28 жовтня 1940 року і змогла дати відсіч італійським військам та відтіснити їх на албанський кордон. Збройні сили Греції були переможені тільки за допомогою військового втручання німецького вермахту й болгарських збройних сил у квітні та травні 1941 року.
Грецькі збройні сили брали участь у Корейській війні 1950-х років. У квітні 1967 році внаслідок заколоту військовий режим на чолі з Георгіосом Пападопулосом захопив владу у Греції. Кіпрський конфлікт та наступне вторгнення турецьких військ на Кіпр у 1974 році призвели до падіння військової диктатури і повернення до демократії зусиллями прем'єр-міністра Константіноса Караманліса.

## Економіка

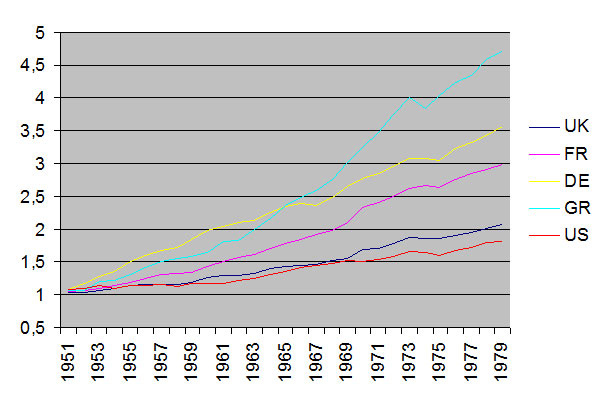
Ріст ВВП у порівняні з Великими країнами, період 1951—1979 рр.
UK — Велика Британія,
FR — Франція, DE — Німеччина,
GR — Греція, US — США

Греція — розвинена індустріально-аграрна держава. Валовий внутрішній продукт (ВВП) 2006 року склав 251,7 млрд доларів США (38 місце у світі); що у перерахунку на одну особу становить 23,5 тис. доларів (34 місце у світі). Промисловість разом із будівництвом становить 21 % від ВВП держави; аграрне виробництво разом із лісовим господарством і рибальством — 6 %; сфера обслуговування — 73 % (станом на 2006 рік). Зайнятість активного населення у господарстві країни розподіляється так: 20 % — промисловість і будівництво; 12 % — аграрне, лісове і рибне господарства; 68 % — сфера обслуговування (станом на 2006 рік).
Надходження до державного бюджету Греції за 2006 рік склали 99,2 млрд доларів США, а витрати — 106,7 млрд; дефіцит становив 7 %.
Після Другої світової війни Греція пережила Грецьке економічне диво. Темпи приросту ВВП у середньому становили 7 % в період між 1950 і 1973 роками. З того часу Греція здійснила ряд структурних та фінансових реформ, отримуючи при цьому значну фінансову підтримку Європейського союзу. У 2001 році Греція доєдналась до Єврозони. Щорічний приріст ВВП перевищував відповідний рівень більшості її партнерів у ЄС. У сучасній економіці Греції сфера послуг становить найбільшу частку та являє собою найважливіший та водночас швидкозростаючий сектор економіки, за яким слідують промисловість та сільське господарство. Туризм у Греції — одне з основних джерел валютних надходжень, він приносить державі понад 15 % ВВП і роботу 16,5 % від загальної кількості зайнятого населення.
На державний сектор Греції припадає близько 40 % ВВП, однак уряд вживає усіх заходів по подальшому зниженню його частки. У промисловому секторі переважають високі технології виробництва обладнання, особливо телекомунікацій. До інших важливих галузей належать текстильна, хімічна промисловість, будівельних матеріалів, машинобудування, транспортного обладнання та електричних приладів. 10 % ВВП приносить Греції будівництво, оскільки нещодавно цей сектор переживав бум у зв'язку з Афінською Олімпіадою 2004 року. Сільське господарство виробляє нині лише 7 % ВВП.
На початку 2000-х років Греція була одним із провідних інвесторів в економіки майже усіх її балканських сусідів. Національний банк Греції в 2006 році придбав 46 % акцій турецького Фінансбанку та 99,44 % акцій сербського Vojvođanska Bank. За даними університету Гронінгена, у період 1995—2005 років Греція стала країною з найбільшим відношенням робота/час серед інших європейських країн: греки працювали в середньому 1 900 годин на рік, друге місце посіли іспанці — 1 800 годин на рік. 2007 року середній працівник у Греції заробляв близько $20 на годину. Іммігранти становлять майже ⅕ частину робочої сили в Греції, вони зайняті здебільшого в сільському господарстві та на будівництві.
Трудові ресурси Греції на 2009 рік становили 4,577 мільйона осіб, або 46 % від загальної кількості населення, це другий показник серед країн ОЕСР, після Південної Кореї (48 % від загальної кількості населення). Кількість трудящих у країні на 1 пенсіонера становить 4 особи, прогнозується зниження кількості трудящих до 2 осіб. Середній дохід на душу населення зріс із 30 661 у 2008 році до 31 704,028 доларів США у 2009 році. За купівельною спроможністю населення Греція 2009 року посіла 25 місце у світі. Одночасно кількість безробітних зросла з 9,8 % в жовтні 2009 року до 12,6 % у вересні 2010 року та до 13,5 % в жовтні 2010 року. За даними індексу розвитку людського потенціалу 2007 року включно, оприлюдненими 5 жовтня 2009 року, Греція посідає 25 місце у світі і належить до групи «розвинених країн».
Внаслідок світової фінансової кризи економіка Греції наприкінці 2009 року перебувала у скрутному становищі: дефіцит бюджету становив 12,7 % ВВП, при дозволених у Єврозоні 3 % від ВВП. Уряд розпочав широку програму приватизації, двічі випускав глобальні облігації, проте навесні 2010 року економіка опинилась на межі дефолту, що обвалило євровалюту до річного мінімуму. 16 країн Євросоюзу та МВФ домовилися про виділення Греції фінансової допомоги в розмірі 110 млрд євро (80 млрд від ЄС та ще 30 млрд від МВФ) за умови введення жорсткої програми економії — скорочення, замороження заробітної платні, підвищення пенсійного віку, підвищення податків, що обернулось для країни хвилею страйків, масових акцій протесту та заворушень. Задля наповнення «податкового кошика» уряд оголосив податкову амністію, а також розпочав боротьбу із корупцією серед держпосадовців. Найбільшого розголосу набули справа Ватопедського монастиря на Афоні та корупційний скандал із компанією «Siemens» у Греції.

### Валюта
Національною валютою країни слугує євро, а до того грецька драхма. У 2006 році за 1 долар США (USD) давали 0,8 євро.

### Промисловість
Головні галузі промисловості: харчова і текстильна, гірнича, металургійна, суднобудівна, хімічна, будматеріалів.

### Енергетика
За 2004 рік було вироблено 55,5 млрд кВт·год електроенергії (експортовано 1,5 млрд кВт·год); загальний обсяг спожитої — 53,5 млрд кВт·год (імпортовано 3,4 млрд кВт·год).
У 2004 році споживання нафти склало 435,7 тис. барелів на добу, природного газу — 2,3 млрд м³.

### Агровиробництво
У сільськогосподарському обробітку знаходиться 69,7 % площі держави. Головні сільськогосподарські культури: пшениця, кукурудза, цитрусові, бавовник, тютюн, цукрові буряки, виноград, оливки.

### Транспорт

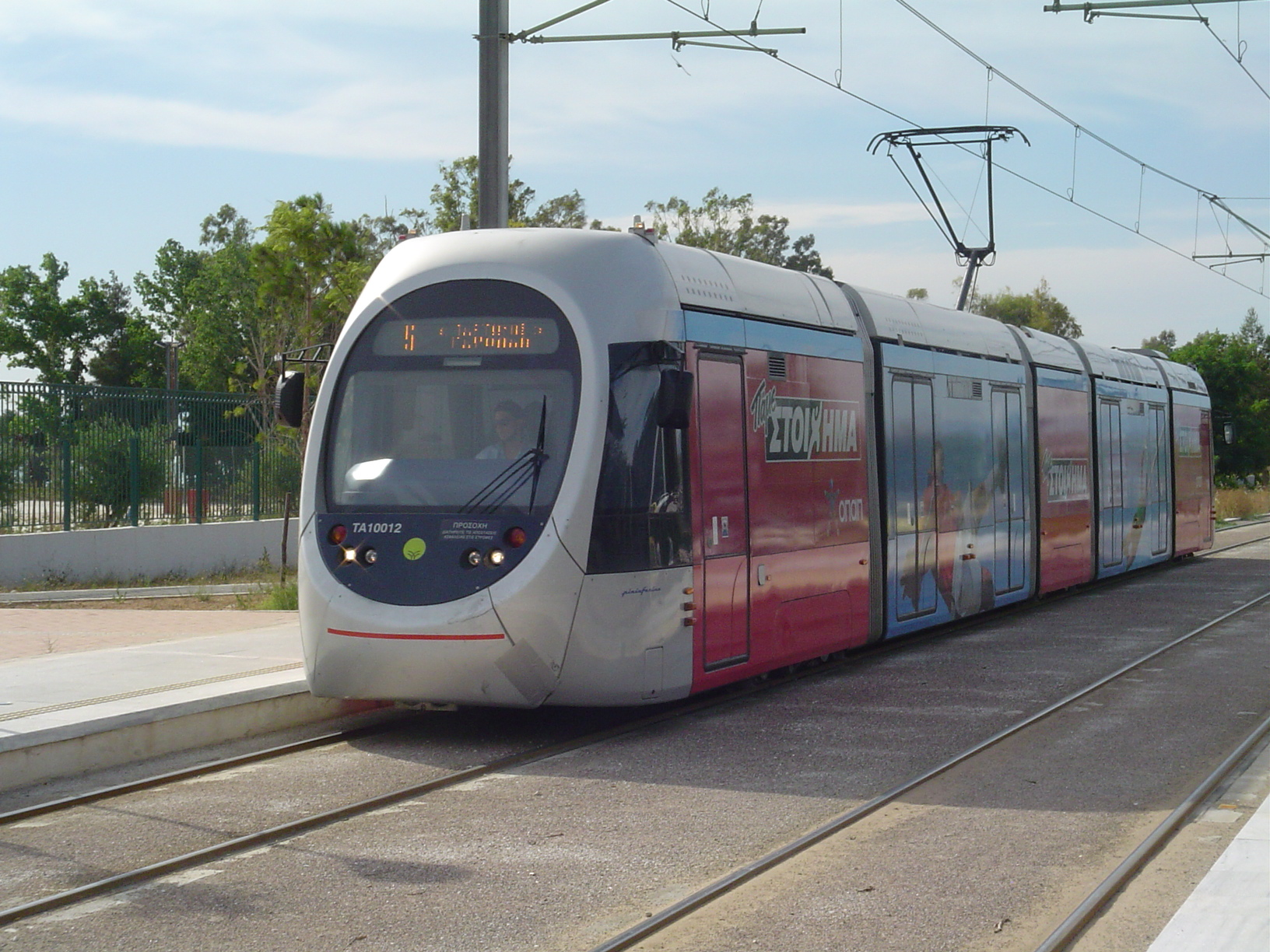
Афінський трамвай

Впродовж останнього десятиліття транспортна мережа країни значно модернізована та інтегрована. Періодично впроваджуються нові проєкти, покликані підвищити безпеку руху та розширити транспортну інфраструктуру. Зокрема міст Ріо-Антіріо (офіційна назва «Харілаос Трикупіс») 2004 року з'єднав західний Пелопоннес із західною частиною Центральної Греції через Коринфську затоку, сполучення між якими попередньо існувало тільки морем, і став найдовшим вантовим мостом у Європі (довжина 2880 м). У Північній Греції в стадії будівництва перебувають кілька ділянок головної автостради країни — Егнатія-Одос (загальна протяжність близько 680 км). Влітку 2009 року відкритий рух ділянкою Автобану 1 сполученням Афіни — Салоніки (східне узбережжя) — перша черга швидкісної автомагістралі PATHE — осьового шляху, який сполучить міста Патри, Афіни та Салоніки.
Значний імпульс розвитку транспортної інфраструктури надало будівництво напередодні проведення Олімпійських ігор 2004 року в Афінах. Міжнародні аеропорти були радикально модернізовані, залізничні лінії вдосконалені та оснащені сучасним, швидким рухомим складом. В Аттиці побудовано приватним капіталом швидкісну автомагістраль Аттікі-Одос, яка сполучила передмістя агломерації Афін із міжнародним аеропортом «Елефтеріос Венізелос» і вважається однією з найбезпечніших автомагістралей у Європі. Розрахунки показали, що автомобілісти заощаджуватимуть 2 млн літрів палива на день, користуючись Аттікі-Одос, що веде до значної фінансової та неоціненної екологічної вигоди. Крім того, будівництво Аттікі-Одос — наймасштабніше будівництво в Аттиці новогрецької історії — виявило розмаїття артефактів, які передано археологічному товариству.
Напередодні Олімпіади власне в Афінах вдосконалено весь міський громадський транспорт, запущено швидкісний приміський трамвай, введено в експлуатацію 2 і 3 гілку афінського метрополітену. Триває будівництво Салонікського метрополітену. Цілком оновлено рухомий склад гілки Проастіакос «Афіни-Пірей». Електрична магістраль була продовжена та сполучена із національною залізничною мережею. Зрештою будівництво нових терміналів та реконструкція аеропорту «Елефтеріос Венізелос», сертифікованого Європейським агентством авіаційної безпеки та Федеральним управлінням цивільної авіації США щодо перевезень літаком Airbus A380, стало важливою віхою у справі поліпшення міжнародного повітряного сполучення.

### Туризм

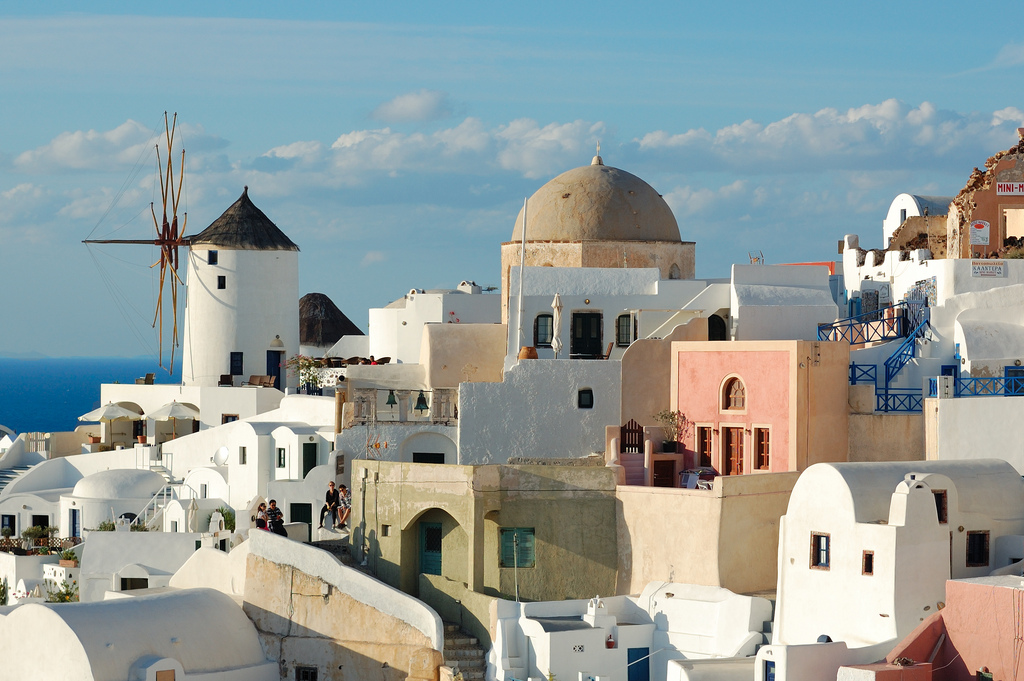
Ія, острів Санторіні

Значна частка доходів Греції надходить від сфери туризму, саме на неї, за даними 2009 року, припадає 15 % ВВП країни. Водночас за даними міністерства економіки та конкурентоспроможності, якщо врахувати приховані доходи (36 % на 2007 рік), внесок туризму становитиме 18—20 % ВВП. Крім того, у сфері туризму зайнято близько 900 тисяч осіб, в тому числі у сфері horeca — 6,9 % загальної кількості населення, це третій показник у ЄС після Мальти та Іспанії. У 1998 році Грецію відвідало 11 млн іноземних туристів, що дало прибуток у 3,5 млрд доларів США. 2007 року Грецію відвідало понад 19 мільйонів туристів, піднявши її у першу десятку туристичних напрямків світу. У 2008—2009 роках кількість туристів дещо скоротилась. У 2008—2009 роках кількість туристів дещо скоротилась, 2008 року Греція привітала лише 17,5 млн туристів. Щороку Грецію відвідують близько 40 тисяч українців.
За даними опитування, проведеного у Китаї 2005 року, Греція була названа китайцями туристичним вибором номер один, крім того, 6 088 287 осіб відповіли, що відвідували лише столицю — місто Афіни. Острів Родос був визнаний найкращим курортом європейськими туристами. Грецькі готельєри сподіваються збільшити частку туристів із країн СНД загальним введенням систем розміщення «All-inclusive» та наймання російськомовного персоналу.
Серед найвідоміших та найпопулярніших туристичних центрів Греції: історико-культурних — Афіни, Дельфи, острів Корфу, Крит; центри пляжного відпочинку — півострів Халкідіки, острови-курорти Міконос, Санторіні, Парос і Крит; центри паломництва християн — Свята гора Афон, Метеорські монастирі, візантійські пам'ятки Салонік (Базиліка Святого Дімітрія, Базиліка Святої Софії та інші), занесені до переліку об'єктів світової спадщини ЮНЕСКО.

### Зовнішня торгівля
Основні торговельні партнери Греції: Німеччина, Італія, Велика Британія, Франція.
Держава експортує: харчові продукти, промислові вироби, судна, нафтопродукти. Основні покупці: Німеччина (12,5 %); Італія (10,5 %); Велика Британія (6,5 %). У 2006 році вартість експорту склала 24,4 млрд доларів США.
Держава імпортує: промислові вироби, паливо, харчові продукти. Основні експортери: Німеччина (12,7 %); Італія (12,4 %); Франція (5,7 %). У 2006 році вартість імпорту склала 59,1 млрд доларів США.

## Населення

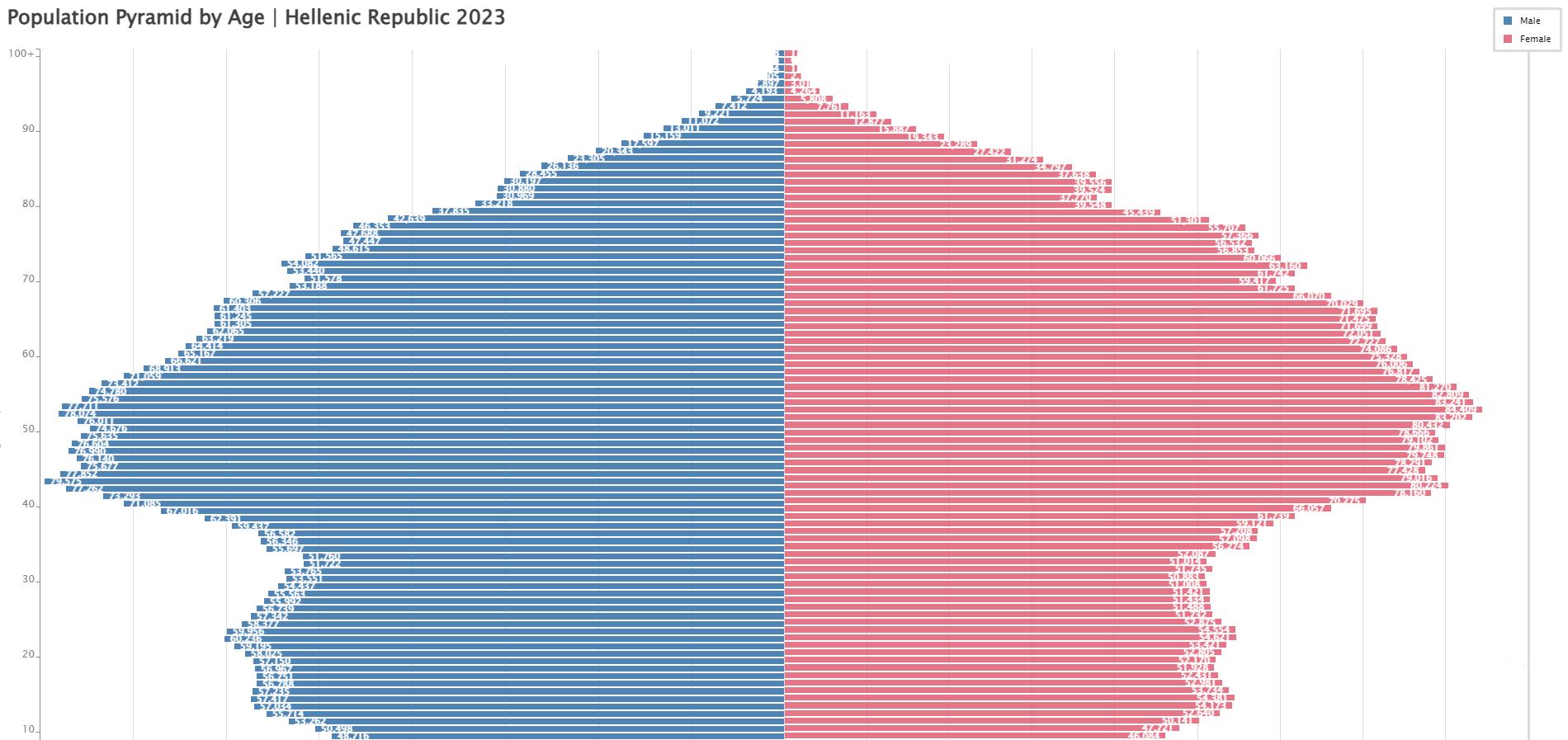
Статево-вікова піраміда населення Греції станом на 2023 рік

Населення держави 2006 року становило 10,7 млн осіб (73 місце у світі). За оцінкою Євростату станом на 1 січня 2010 року, населення Греції становить 11 305 118, чоловіків — 49,49 %, жінок — 50,51 %. Населення Греції в 1940 році становило 7,3 млн осіб, у 1970 — 8,9 млн осіб, у 1984 — 9,9 млн осіб. Густота населення: 83,2 особи/км² (83 місце у світі). Згідно зі статистичними даними за 2010 рік народжуваність 9,34 ‰ (9,7 ‰ 2006 року); смертність 10,6 ‰ (10,2 ‰ 2006 року); природний приріст 0,1 ‰ (-0,5 ‰ 2006 року).
Вікова піраміда населення виглядає наступним чином (станом на 2006 рік):
- діти віком до 14 років — 14,3 % (0,79 млн чоловіків, 0,74 млн жінок);
- дорослі (15—64 років) — 66,7 % (3,6 млн чоловіків, 3,6 млн жінок);
- особи похилого віку (65 років і старіші) — 19 % (0,89 млн чоловіків, 1,1 млн жінок).

Середній вік, за підрахунками на 2010 рік, становить — 41,2 року, для чоловіків — 41,1 року (2008 — 40 років), для жінок — 43,2 року (2008 — 42,3).
Греки — стрімко зістарювана нація: за даними Євростату, частка населення віком старше 75 років до 2050 року збільшиться з 19 % до 31 %.

### Урбанізація
Рівень урбанізованості 2000 року становив 66 %, 2007 — 58,8 %. Головні міста держави: Афіни (3,1 млн осіб), Салоніки (390 тис. осіб), Пірей (183 тис. осіб), Патри, Іракліон, Лариса та Волос.

### Етнічний склад
Головні етноси, що складають грецьку націю: греки — 98,5 %, албанці, турки, македонці, вірмени.
За кордоном мешкає понад 4 млн греків, з них понад 2 млн у Північній Америці — США та Канаді.

#### Українська діаспора
Чисельність українців, що легально перебувають у Греції — близько 17 тисяч осіб, однак за неофіційною статистикою чисельність громадян України в Греції сягає 30 тис. осіб.

### Мови
Державна мова: грецька.

### Релігії

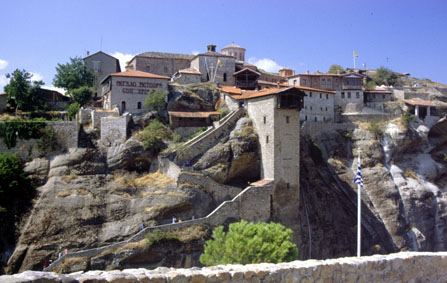
Монастир Мегала Метеора

Головні релігії держави: східне православ'я — 98 % населення, іслам — 1,2 %, католицтво — 0,3 %, протестантизм — 0,1 %.
Конституція Греції визнає православ'я як панівну релігію в країні, одночасно гарантуючи свободу віросповідання для всіх громадян. Уряд Греції не веде офіційну статистику про релігійну приналежність своїх громадян. За даними соціологічного дослідження Євростату на 2005 рік, 81 % греків відповіли, що вірять у Бога, що є третім показником серед країн-членів ЄУ, поступаючись тільки Мальті та Кіпру.

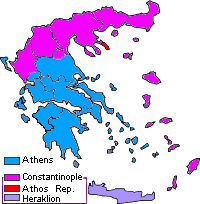
Юрисдикції православних церков на території Греції:
Атени
Константинополь
Атос
Крит

Домінує Церква Греції, її голова — архиєпископ Ієронім II, резиденція якого розташована в Атенах. Одночасно православні церкви монастирської держави на Святій горі Афон, а також церкви Додеканеських островів та Криту підпорядковуються безпосередньо Вселенському патріарху Константинополя, чия резиденція розташована на Фанарі в Стамбулі.
Нечисленні мешканці деяких островів Егейського моря, що колись належали Венеційській республіці, сповідують католицизм. У Тракії та на острові Родос, крім греків, живуть турки-мусульмани (1,3 %). Юдаїзм існує в Греції впродовж понад 2 000 років. Сефарди колись становили численну спільноту у місті Салоніки, проте Голокост змогли пережити не більше 5 500 чоловік. Спільнота протестантів нараховує в країні близько 3 000 осіб. Існує й нетрадиційна релігійна течія грецького неоязичництва, її прибічників нараховується не більше 2 000 осіб.

### Охорона здоров'я
Очікувана середня тривалість життя 2006 року становила 79,2 року: для чоловіків — 76,7 року, для жінок — 81,9 року; 2010 року — 79,8 року: для чоловіків — 77,2 року, для жінок — 82,5 року.
Смертність немовлят до 1 року становила 5,1 ‰, станом на 2010 рік; 5,4 ‰, станом на 2006 рік. Населення забезпечене місцями в стаціонарах лікарень на рівні 1 місце на 193 жителі; лікарями — 1 лікар на 327 жителів (станом на 1996 рік). Витрати на охорону здоров'я 1990 року склали 5,5 % від ВВП країни.
Поширеність ВІЛ/СНІД серед дорослих від 2001 року залишається незмінною і становить 0,2 %. Осіб, що живуть із позитивним статусом ВІЛ/СНІД, у Греції нараховується до 11 тисяч, смертність від ВІЛ/СНІД — менш як 100 осіб на рік.

### Освіта

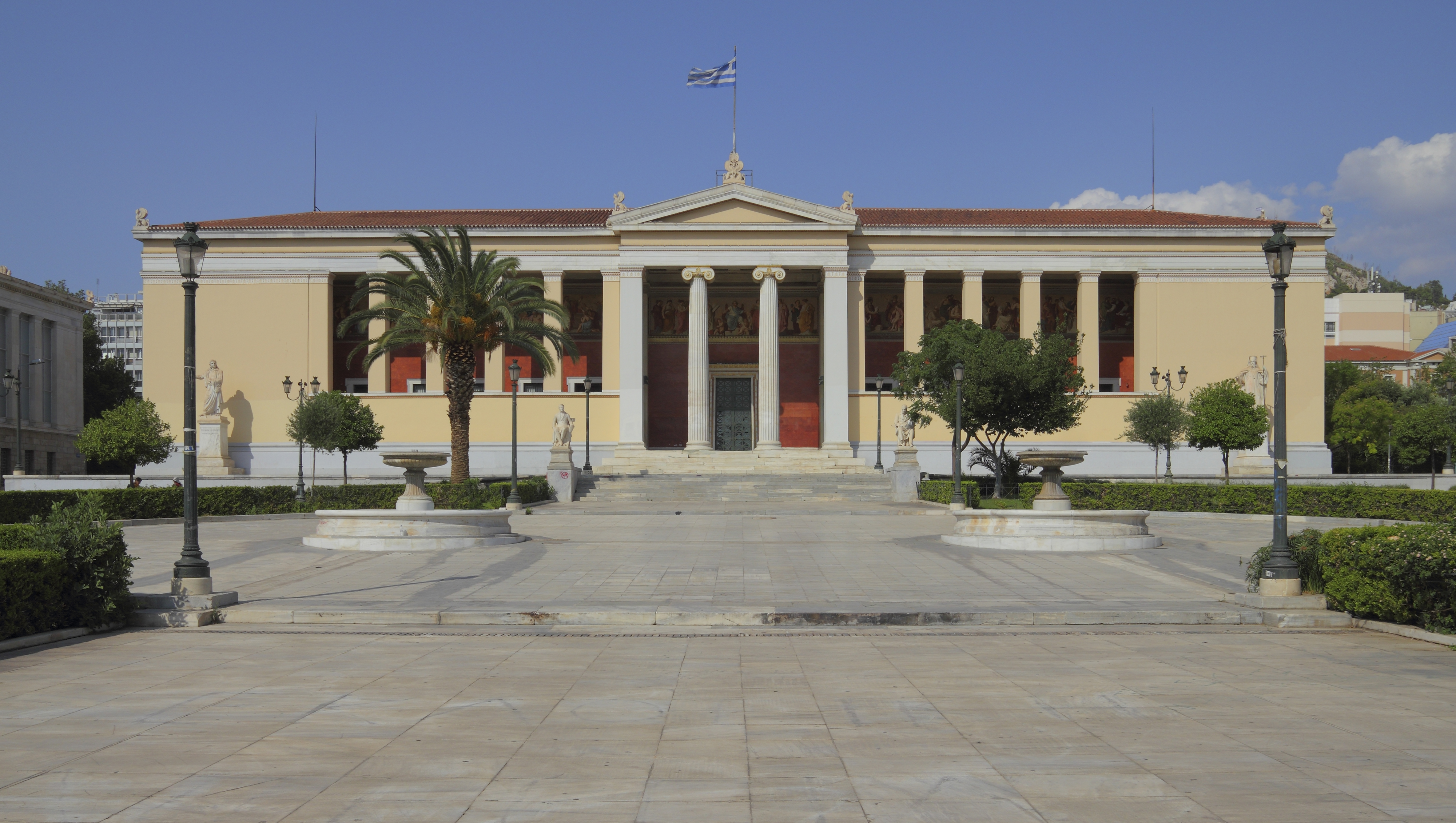
Історичний корпус Афінського університету по вулиці Панепістиміу

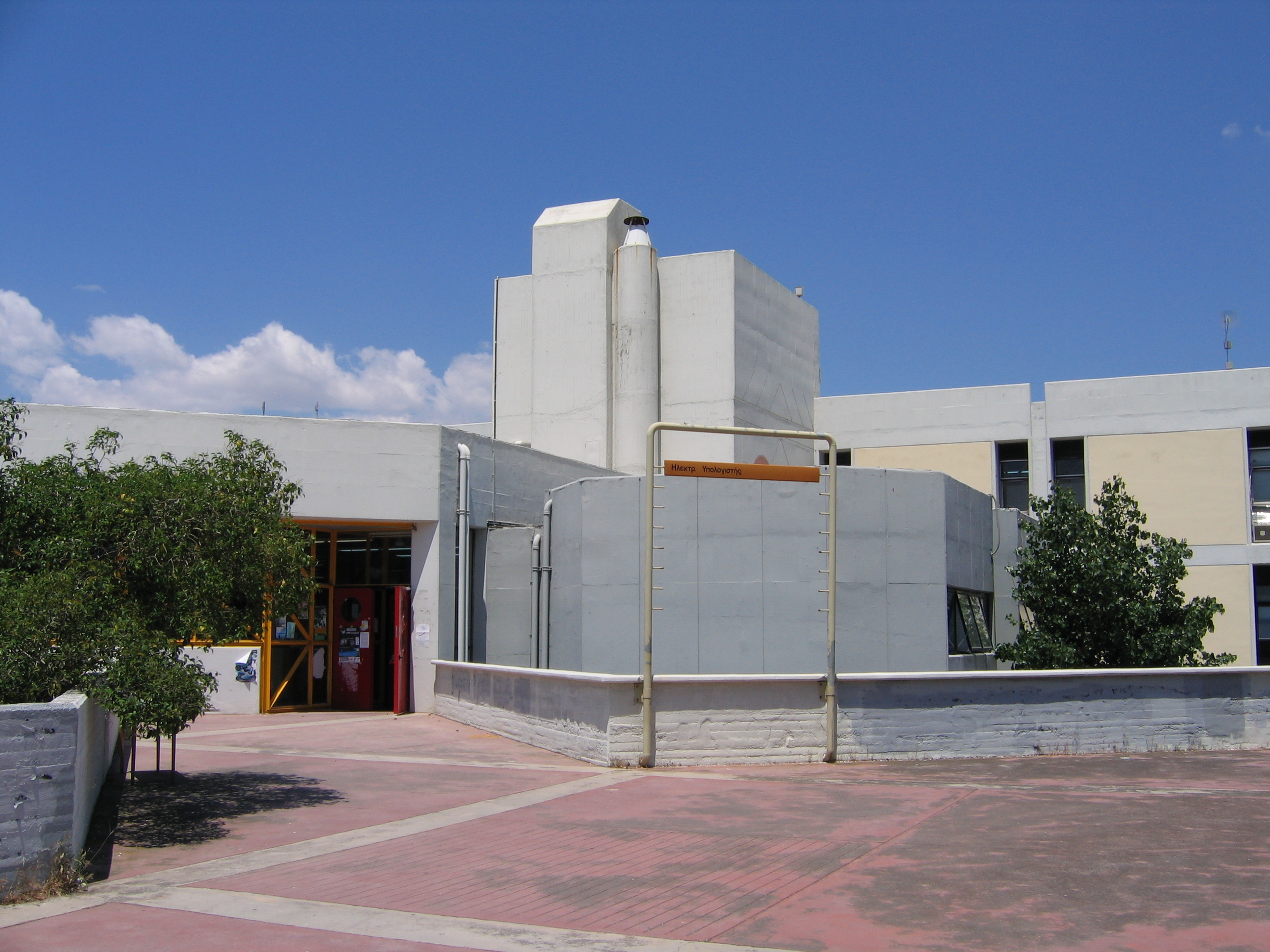
Центральний обчислювальний центр Афінської політехніки в Зографу

Рівень письменності 2003 року становив 97,5 %: 98,6 % серед чоловіків, 96,5 % серед жінок.
Освіта в Греції є обов'язковою для всіх дітей у віці від 6 до 15 років. Вона включає початкову (грец. Δημοτικό Σχολείο — 6 класів) і неповну середню (грец. Γυμνάσιο — гімназія, 3 класи) освіту. Існують дошкільні заклади: ясла-садки (грец. Παιδικός σταθμός) для дітей від 2,5 років, що працюють окремо або у складі дитячих садків (грец. Νηπιαγωγείο).
Необов'язкову середню освіту, згідно з освітньою реформою 1997 року, можна отримати у двох типах освітніх закладів: загальному ліцеї (з 1997 називалися грец. Ενιαίο Λύκειο, 2006 року перейменовані на грец. Γενικό Λύκειο) та закладах професійно-технічної освіти (грец. Τεχνικό Επαγγελματικό Εκπαιδευτήριο — технікумах). Тривалість навчання в загальному ліцеї становить 2 або 3 роки зі здобуттям рівня середньої освіти А, в технікумі — 3 роки із здобуттям рівня освіти Б. Атестат загального ліцею лише засвідчує завершення курсу середньої освіти, атестат технікуму рівня Б дає право працевлаштування за фахом. При цьому зберігається можливість взаємного переходу учнів з одного закладу в інший. До освітніх закладів необов'язкової середньої освіти також відносяться інститути професійної підготовки (грец. Ινστιτούτο Επαγγελματικής Κατάρτισης), які надають офіційну, але некласифіковану освіту, оскільки вони приймають як випускників гімназій, так і ліцеїв.
Згідно з чинною Конституцією Греції (ст. 16.8), заснування недержавних вищих освітніх закладів у країні заборонено. Державну вищу освіту можна здобути в університетах та інститутах технічної освіти (грец. Τεχνολογικό Εκπαιδευτικό Ίδρυμα). Вступити до них можна за результатами іспитів після другого або третього класу ліцею. Крім того, у віці 22 повних років у результаті жеребкування можна стати студентом Грецького відкритого університету. Навчальний рік в університетах триває в Греції з 1 вересня по 21 червня, в той час, як власне викладання розпочинається 11 вересня та закінчується 15 червня. Упродовж року тривалі канікули присвячені до Різдвяних свят та Пасхи, їх сумарна тривалість не перевищує 4 тижнів.
Серед найпрестижніших університетів Греції: Національний університет імені Каподистрії, Афінський національний технічний університет, Фессалонікійський університет Аристотеля, Афінський університет економіки та бізнесу, Афінський аграрний університет, Афінська школа мистецтв, Університет «Пантеон», Університет Пірея, Університет Центральної Греції, Університет Македонії (Див. також перелік [Архівовано 10 квітня 2010 у Wayback Machine.] інститутів технічної освіти).
Державні витрати на початкову освіту в Греції 2008 року склали 2 097 154 000 €, на середню освіту — 2 523 807 650 €; вищу університетську освіту — 1 078 554 000 € та в інститутах технічної освіти — 409 576 000 €. В середньому щорічні витрати на освіту становлять 4,4 % від ВВП, за цим показником Греція посідає 92 місце у світі.
2010 року уряд Греції оголосив про поступове впровадження радикальних реформ у галузі освіти, покликаних сприяти відкритості та інтернаціоналізації вищих навчальних закладів, розширити можливості учнівського та студентського самоуправління. Крім того, до навчального 2013—2014 року планується відкрити перші школи подовженого дня та онлайнові школи.

### Інтернет
У 2006 році всесвітньою мережею Інтернет у Греції користувались 3,8 млн осіб.

### Комунальні послуги
Оплата відбувається раз на два місяці. Наприклад за холодну воду — 30–60 євро на місяць, електроенергія — 100–150 євро на місяць. Послуги інтернету на місяць коштують 10–15 євро. Якщо винаймати житло, то ціни варіюють від 200 до 600 євро в середньому.

## Культура
Культура Греції розвивалась впродовж багатьох тисяч років, від мінойської та мікенської цивілізацій, які породили класичну Грецію. Вона розвивалась через вплив Римської імперії та її спадкоємиці Візантійської імперії. Значний вплив на грецьку культуру справила Османська імперія за 368 років панування. Водночас Грецька війна за незалежність 1821—1829 років відіграла провідну роль у відродженні та піднесенні національної грецької культури на сучасному етапі.

### Архітектура

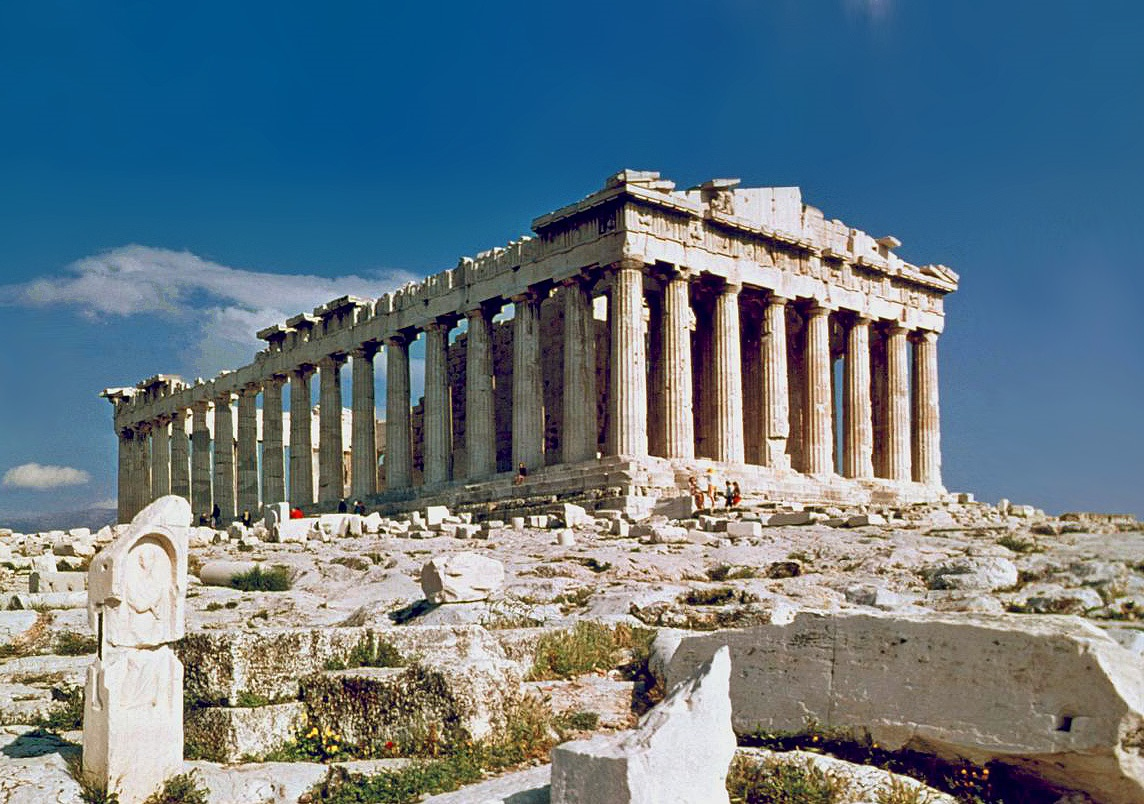
Парфенон, Афінський акрополь

В умовах демократії Стародавньої Греції вперше створюється цілісне середовище міст-держав — полісів. Розвивається система регулярного планування міста з прямокутною сіткою вулиць та головною площею — агорою — центром торгівлі й громадського життя. Розроблений тип житлового будинку із приміщеннями, зверненими до внутрішнього просторового ядра — перистиль.

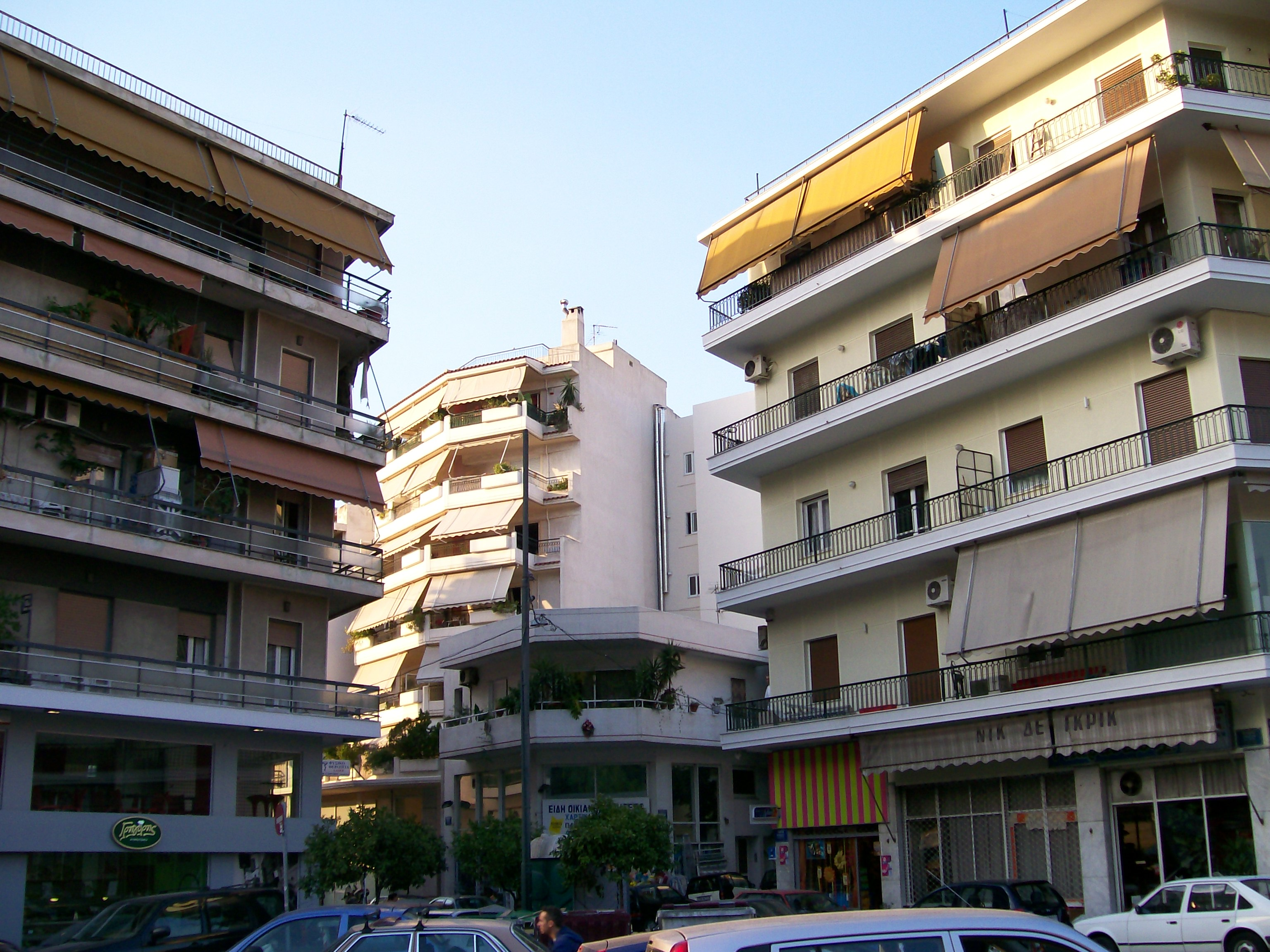
Типові для Греції будинки із балконами і терасами, афінський район Неос-Космос

Культовим та архітектурно-композиційним центром давньогрецького міста був акрополь із храмом, присвяченим божеству, покровителю міста. Класично завершеним типом храму став периптер. Найяскравішим його прикладом вважається головний храм Афінського акрополя — Парфенон. На основі естетичного осмислення стійко-балкової конструкції у Стародавній Греції створюється ордерна система архітектурної композиції, в якій гармонійно поєднались висока художність архітектурних форм із досконалістю конструкцій та матеріалу. Невпинний розвиток громадського життя давньогрецького поліса породив такі типи споруд, як театр, стадіон, палестра тощо. Так, в Афінах з'явились Театр Діоніса, а пізніше Одеон Ірода Аттичного, унікальний мармуровий стадіон Панатінаїкос.
В добу середньовіччя в Греції розвивалася головним чином монастирська архітектура, грецькі міста занепали, а народні житла будувалися різні за типами, залежно від форми рельєфу. Повноцінно розвиватися архітектура починає з 1830-х років, коли столицею стали Афіни. Їхній план забудови створили грецькі архітектори Стаматіос Клеантіс і Лісандрос Кавтанзоглу. Одночасно запрошені архітектори Феофіл ван Гансен та Ернст Ціллер споруджують громадські будівлі, сприяючи розквіту архітектурного стилю неогрек. Церковна архітектура XIX століття тяжіла до візантійської.
Починаючи від 1920-х років портові міста — Афіни, Пірей, Салоніки — починають швидко розростатись, в цей час формується тип багатоквартирного будинку з численними балконами і терасами, запропонований Костасом Кіцікісом, характерний для Греції. Надалі грецька архітектура сприймає вплив функціоналізму та неокласицизму. В період 1950—1960-х років довкола Афін виросли паркові передмістя із районами, забудованими віллами та садибами заможних греків із елементами народної архітектури (архітектор Дімітріс Пікіоніс). Значно менше будувалося дешевих багатоквартирних будинків (архітектор Аріс Константінідіс), однак зростала потреба у зведенні нових готелів та музейних приміщень (архітектори Хараламбос Сфаеллос, Прокопіос Василіадіс). Промислове та офісне будівництво розвивав Такіс Зенетос.

### Література

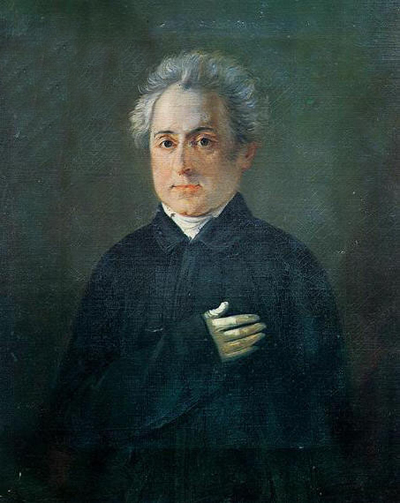
Діонісіос Соломос, автор державного гімну Греції, член «Φιλική Εταιρεία» та поборник дімотіки

### Театр

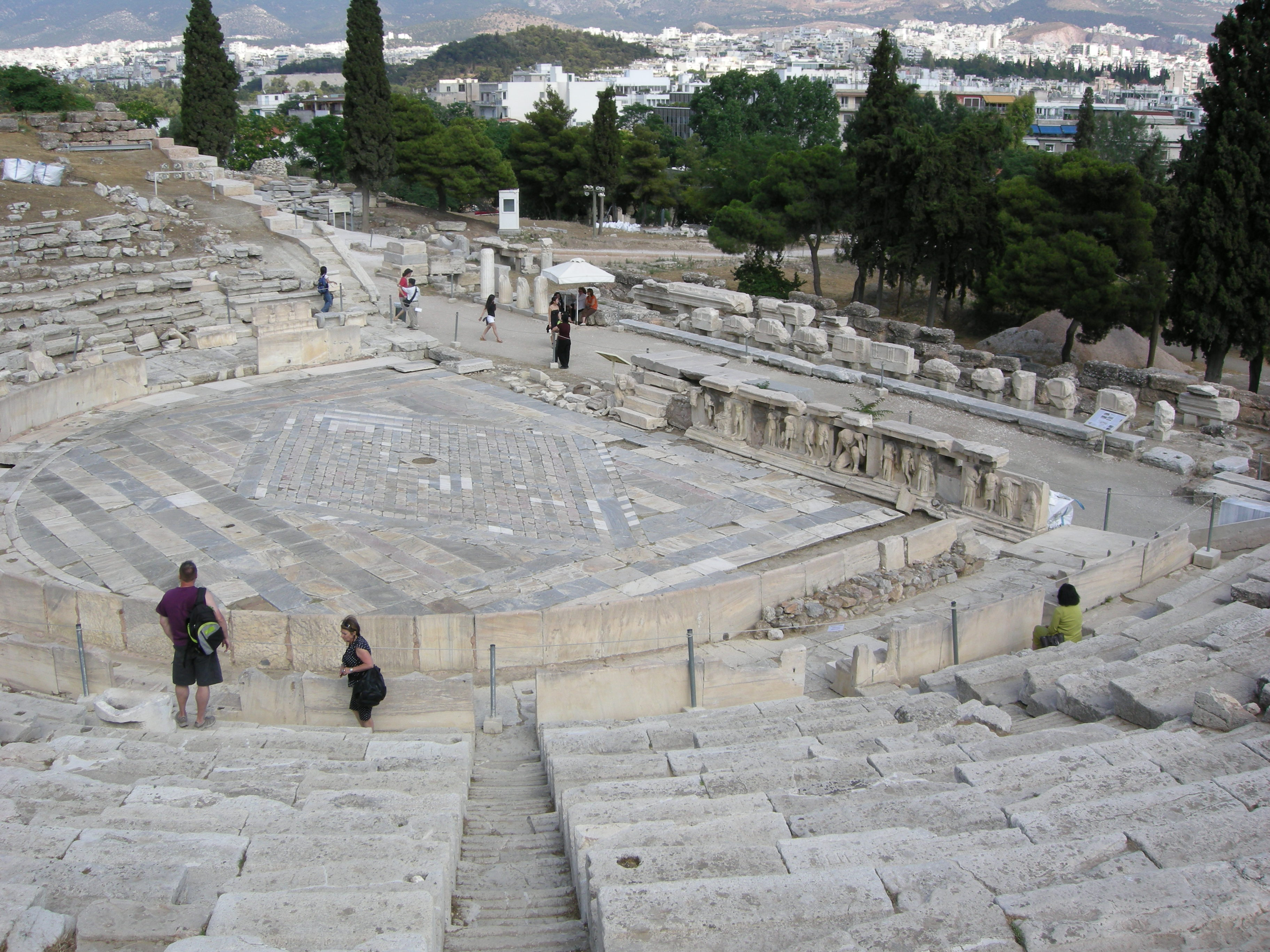
Театр Діоніса, Афінський акрополь

У Греції вперше театр як вид мистецтва став одним із чинників суспільного розвитку, поширюючи в народі релігійні та соціально-етичні поняття і об'єднуючи тим самим різноманітні верстви населення міст і сіл. Від самого початку і досить довго театр служив найурочистішим способом вшанування олімпійського бога Діоніса. Оскільки релігія була тісно пов'язана із державним життям, сценічні ігри, що становили частину Діонісових свят, були предметом турбот держави. Для грецького театру геніальними поетами створювались зразки драми, що мали грандіозний вплив на пізнішу римську та новоєвропейську драму. Деякі з цих зразків із незначними змінами присутні у репертуарі сучасного Національного театру Греції.
Стародавні греки були першими, хто почав зводити спеціальні споруди, пристосовані для драматичних вистав. Найдавнішим театром у світі вважається Театр Діоніса, побудований на одному зі схилів Афінського акрополя. Основні принципи облаштування давньогрецьких театрів послужили взірцем для римського та навіть сучасного театру.
Становлення новогрецького театру розпочалось зі здобуттям Грецією незалежності. Цей процес стримувала економічна скрута, відсутність допомоги з боку держави, конкуренція іноземних труп. В Афінах перші спектаклі поставлені 1836 року. Тільки 1901 року виник державний Королівський театр в Афінах, в ньому працював перший вітчизняний режисер Фома Економу, який здійснив значний вплив на розвиток акторського мистецтва і постановчої культури в Греції. В акторському мистецтві посилилися реалістичні тенденції, які найяскравіше проявилися у творчості Емілія Веакіса, Маріки Котопулі. 1955 року актор Манос Катракіс створив народний театр, на сцені якого вперше поставлено твори Нікоса Казандзакіса. Серед грецьких акторів другої половини XX століття виділяються Меліна Меркурі, Алікі Вугуклакі, Нікос Куркулос, Дімітріс Хорн, а також засновниця Театру грецького народного танцю хореограф Дора Страту та засновниця сучасного грецького балету уродженка Києва Тетяна Мамакі.

### Музика й танці
Грецька музична традиція — одна з найдавніших у світі. В середні віки спадкоємицею давньогрецької музичної культури стала візантійська музика, однак у добу туркократії розвиток народної музики зупинився на три століття. Національна музика відновилася тільки після здобуття незалежності, до цього лише на Іонічних островах творили професіональні музиканти. Так, Ніколаос Мандзарос поклав на музику «Гімн свободі» Соломоса, який 1865 року став державним гімном. Під впливом Грецької революції створював опери Павлос Каррер. Першим грецьким композитором, творчість якого набула широкої популярності у світі, став Спірідон Самарас — автор Олімпійського гімну на слова Костіса Паламаса.
Жвавий інтерес до народної музики виник на початку XX століття. Народна музика Греції подібна до музики інших сусідніх балканських країн: Болгарії, Сербії, Північної Македонії. У них часто простежуються схожі ритми та емоційне забарвлення пісень. Рембетика — грецька народна пісня — сформувалася на початку XX століття, коли після малоазійської катастрофи в Грецію прибули тисячі біженців. Цими піснями вони розповідали про своє нелегке життя. Нині рембетику вивчають у багатьох університетах Європи.
Серед основоположників новогрецької музичної школи Маноліс Каломіріс, Георгіос Ламбелет, Еміліос Ріадіс, Георгіос Склавос, диригент Дімітріс Мітропулос. У післявоєнний час висуваються композитори-пісенники Манос Хадзідакіс та Мікіс Теодоракіс, відомий тим, що відкрив усьому світові сіртакі. Пізніше стали відомими модерніст Яніс Ксенакіс, Діонісіс Саввопулос, близькі до напрямку нью-ейдж Вангеліс, Янніс Хрисомалліс. Оперна співачка Марія Каллас по праву вважається феноменом музичного світу, серед сучасних оперних співаків Греції виділяється Маріос Франгуліс. Справжні зірки грецької естради другої половини XX століття — Деміс Русос та Нана Мускурі, а також Пасхаліс Терзіс, Харіс Алексіу, Алкістіс Протопсалті.
У сучасній популярній грецькій музиці відчувається значний вплив Заходу. Проте і в ній нерідко простежуються традиційні для мелодії бузукі — так звана, сучасна лаїка. У багатьох країнах, наприклад, Фінляндії, Швеції, Австралії, США, не просто теоретично вивчають музику бузукі, але й існують цілі колективи, що професійно виконують її. Іноді на початку і часто в середині пісень чути окремі музичні фрази різних інструментів у стилі імпровізації — таксімі. Це свого роду введення в атмосферу пісні, що задає її тему.
Грецька виконавиця популярної музики Єлена Папарізу з піснею «My Number One» посіла перше місце на пісенному конкурсі Євробачення 2005 в Києві — вперше для Греції. Серед популярних поп-співаків та виконавців сучасної лаїка слід виділити Сакіса Руваса, Анну Віссі, Васіліса Карраса, Антоніса Ремоса, Деспіну Ванді, Йоргоса Мазонакіса, Нікоса Вертіса, Паолу, Пантеліса Пантелідіса.

### Кухня

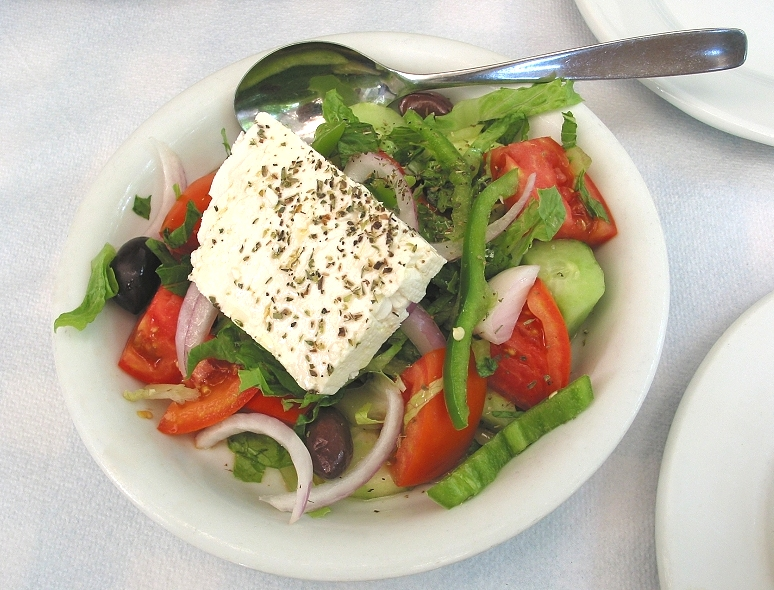
Грецький салат — візитівка національної кухні

Грецька кухня типово середземноморська. Вона має давні традиції, і смаки змінюються відповідно до сезону, а також залежно від географії. Давньогрецька кухня — історичний попередник західної кулінарної традиції, поширивши свій вплив через Стародавній Рим та Візантію не тільки в Європі, але й поза її межами.
Найхарактерніші й найдавніші елементи грецької кухні — оливкова олія, овочі й трави та грецьке вино; типові інгредієнти — баранина і свинина, маслини, сир, баклажани, томати та йогурти. У десертах переважають горіхи і мед, у чому відчувається вплив східної, турецької кухні. Деякі страви використовують традиційне грецьке тісто філо. Серед спецій греки частіше за інші вживають орегано, м'яту, часник, цибулю, кріп і лаврове листя. Серед традиційно грецьких напоїв — вино рецина, міцні напої — метакса, узо, а також винайдене в середині XX століття у Салоніках фрапе.
Сучасна грецька кухня глибоко спадкоємна. Так, зі стародавніх часів у грецькій кухні збереглись сочевичний суп, вино рецина; в добу еллінізму та римську добу готували луканіко, у Візантії винайшли фету та ботаргу. В період османського панування виникли типово східні страви мусака, цацикі, кофта, бурек, долма. Справжнім символом сучасної грецької кухні став грецький салат

### Свята

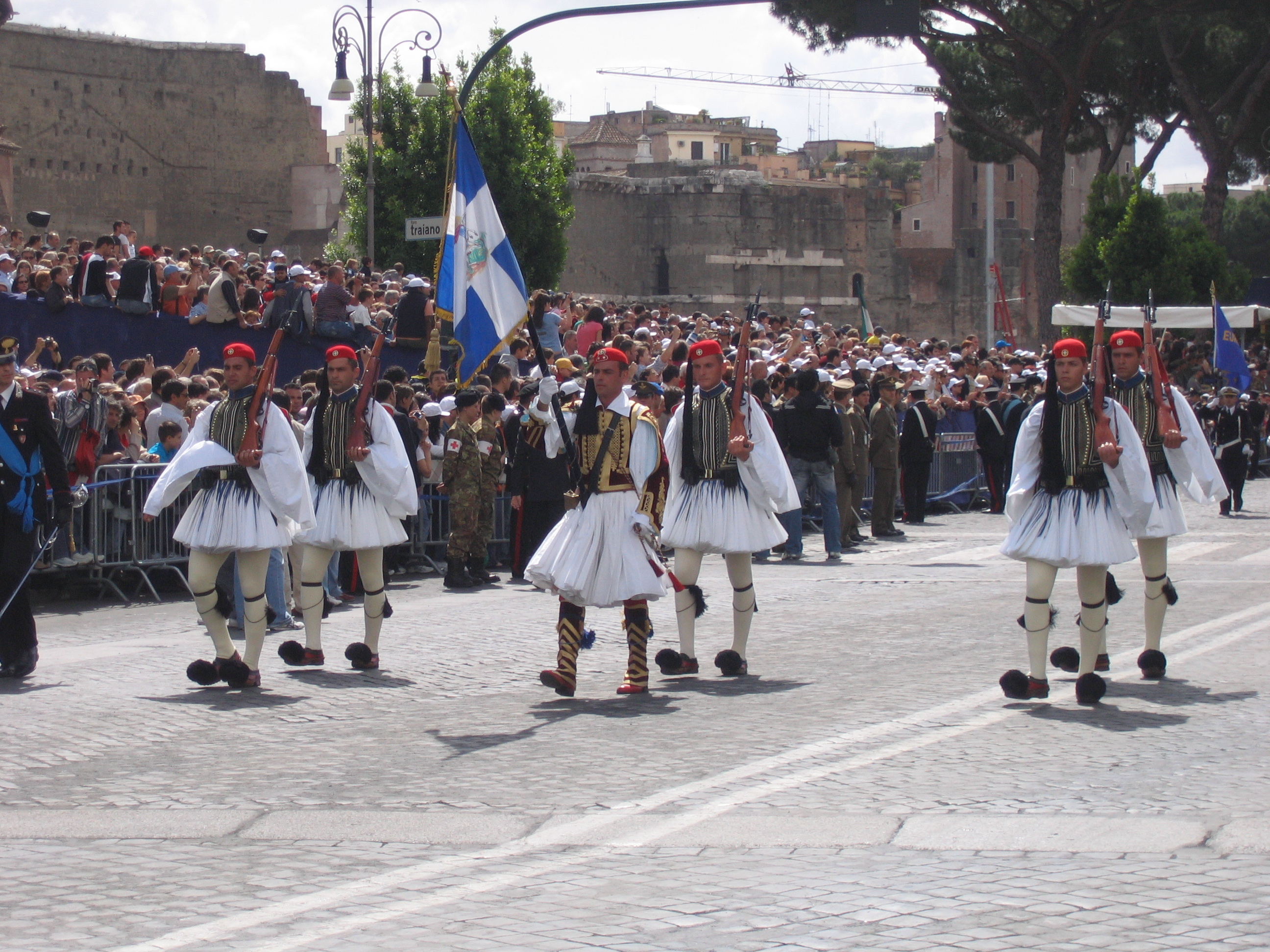
Президентська гвардія Греції (Евзони) на параді 2 червня 2007

День незалежності Еллади святкується 25 березня, оскільки 25 березня 1821 року розпочалась Грецька національно-визвольна війна проти османського панування. Цей день також збігається зі святкуванням Елладською православною церквою Благовіщення Пресвятої Богородиці.
| - 1 січня — Новий рік - 6 січня — Теофанія - 8 січня — Гінайкратія - 28 січня — Апокрієс - 25 березня — День незалежності Греції - 4 квітня 2010 року — Великдень - 19 травня — День пам'яті геноциду понтійських греків - 21 травня — Піровассія | - 23 червня — День середини літа - 15 серпня — Успіння Богородиці - 26 жовтня — День святого Димитрія Солунського - 28 жовтня — День Охі - 17 листопада — Політехніо — день пам'яті повстання в Політехніоні - 6 грудня — День святого Миколи Чудотворця - 25 грудня — Різдво |

### Наука
Природничі та технічні науки отримали розвиток у Греції після здобуття незалежності, хоча і до того часу були опубліковані окремі праці з медицини, зокрема «Про дієту» (грец. Διαιτητική) Константіноса Міхаїла, 1794, «Історія лікарського мистецтва» (грец. Ιστορίας Ιατρικής) Сергіо Іоанну, 1818; «Довідник із гігієни» (грец. Υγιεινατάριον) Спірідона Вландіса, 1820.
Заснований 1837 року, Афінський університет швидко став науковим центром країни. 1887 року його кафедри природничих наук об'єднали у відділ, а згодом факультет природничих наук. Розвитку наук також посприяла індустріалізація, на шлях якої Греція стала у другій половині 19 століття. Наприкінці століття хімік Анастасіос Хрістоманос, засновник спеціалізованої лабораторії, досліджував грецькі руди на цілий ряд корисних копалин. Генеральний інспектор Лавріонських рудників, в майбутньому перший президент Афінської академії, Фокіон Негріс опублікував ємні відомості про геологічну будову, а фізик і математик Константінос Міцопулос досліджував сейсмічність Греції. Дослідженнями рослинного і тваринного світу займалися біологи Теодорос Орфанідіс, Теодор Генріх Герман фон Гелдрейх, Спірідон Міліаракіс, Іоанніс Х. Політіс. Основи медицини в Греції заклав Георгіос Склавунос, автор «Анатомії людини» (1906). На початку XX століття зростання темпів економічного розвитку сприяло підйому технічних наук, центром яких став Афінський політехнічний інститут.
1837 року засноване Грецьке археологічне товариство для пожвавлення археологічної науки, створення умов належного збереження старожитностей. За півстоліття цій справі посприяли також іноземні археологічні школи в Афінах, що діють і донині: Французька (1846), Німецька (1874), Американська (1881), Британська (1886), Австрійська (1898). Серед власне грецьких археологів широко відомі Константінос Куруніотіс, Ніколаос Платон, Кіріакос Піттакіс, Валеріос Стаіс, Ніколаос Платон, Аріс Пуліанос та чинний керівник реставраційних робіт на Афінському акрополі Маноліс Коррес.
На сучасному етапі провідна наукова установа в галузі фізичних наук — центр ядерних досліджень «Демокріт», заснований 1961 року в Ая-Параскеві. Він має атомний реактор, субкритичний реактор і генератор Ван де Граафа. Дослідження з астрономії, фізики атмосфери, сейсмології і метеорології здійснює Афінська національна обсерваторія. Науковими дослідженнями з прикладної математики займається профільне бюро й обчислювальний центр Афінської академії наук. Найважливіші роботи в галузі електроніки, штучного інтелекту, електрохімії, аеродинаміки проводяться в Університеті Аристотеля та Афінському технічному університеті.
Іоанніс Аргіріс — грецький математик і інженер, один з авторів методу скінченних елементів і методу прямої жорсткості. Математик Костянтин Каратеодорі працював в області дійсного аналізу, варіаційного числення і теорії мір на початку XX століття, його вчення допомогло Альберту Ейнштейну в математичній частині його теорії відносності. Біолог Фотіс Кафатос — піонер у галузі молекулярного клонування і геноміки. Дімітріс Нанопулос — відомий фізик-теоретик, зробив значний внесок у галузі фізики елементарних частинок і фізичної космології. Георгіос Папаніколау — піонер цитології та ранньої діагностики раку, винахідник пап-тесту. Грецький дизайнер автомобілів Алек Іссігоніс створив конструкцію «Mini», в той час, як Міхаліс Дертузос був одним із піонерів Інтернету. Широко відомі у світі грецькі інформатики Христос Пападімітріу, Діомідіс Спінелліс, Йосиф Сіфакіс, Міхаліс Яннакакіс. Ніколас Негропонте заснував медіалабораторію Массачусетського технологічного інституту та програму One Laptop Per Child.

### Філософія

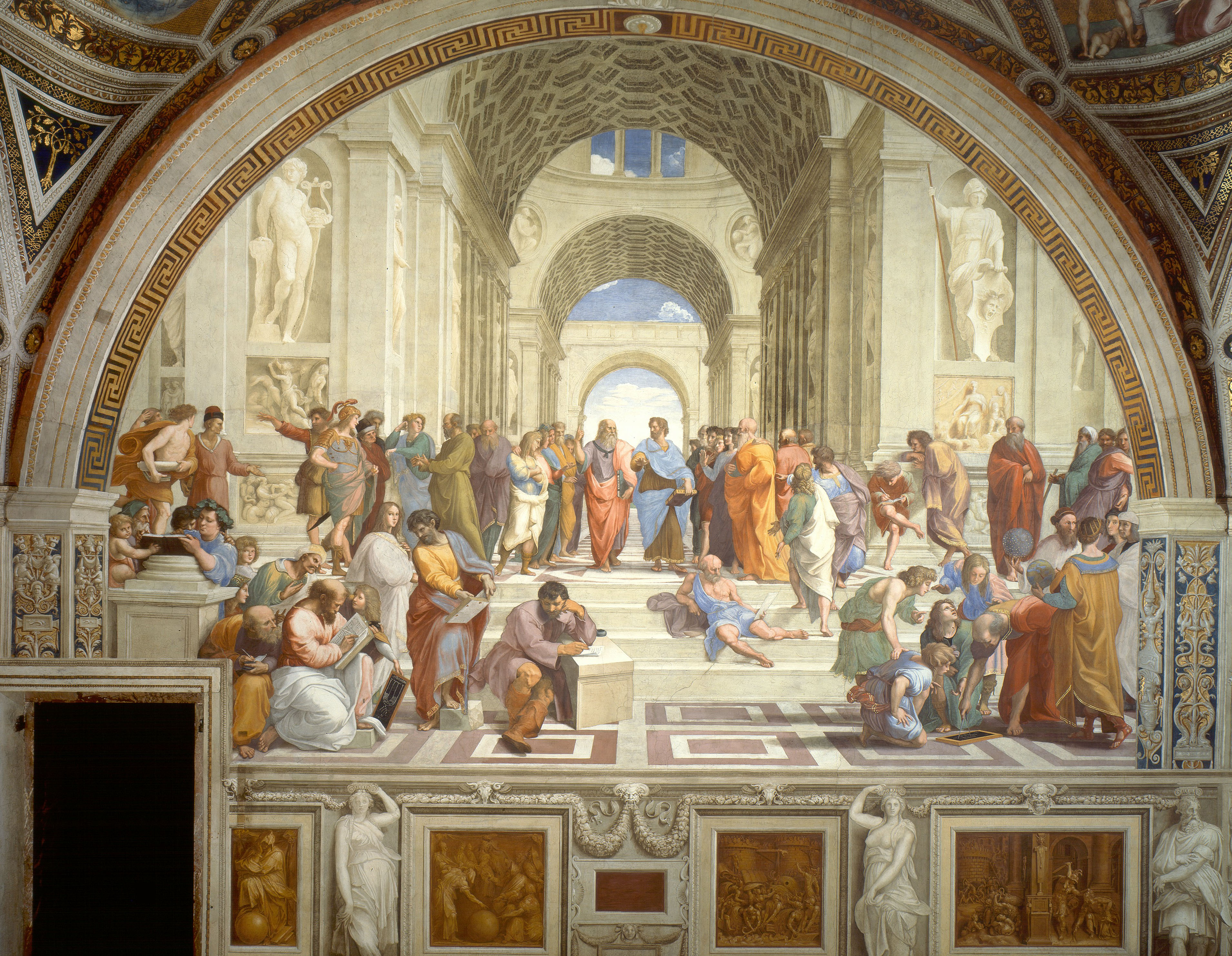
Афінська академія Платона, Рафаель

Західна філософська традиція зародилась у Стародавній Греції ще в VI столітті до н. е. Перших давньогрецьких філософів прийнято називати «досократиками», більшість їх робіт не збереглись навіть фрагментарно. Серед досократиків окреме місце займають сім античних мудреців. Один із них — Фалес Мілетський, з часів Аристотеля вважається першим філософом Греції, належав до, так званої, мілетської школи. За нею слідувала елейська школа, яка займалась філософією буття.
Класичний період грецької філософії традиційно асоціюють із Сократом, Платоном та Аристотелем. У цю добу Афіни стають центром грецької філософії. Сократ першим замислюється над людською особистістю, Платон засновує академію та створює філософію як логіко-етичну систему, а Аристотель — науку філософію як вчення про реальний світ. Серед інших визначних філософських шкіл, що пізніше виникали в Греції слід відзначити: стоїцизм, епікурейство, скептицизм та неоплатонізм.
Визначні представники грецького Відродження (15—18 століття) — клірик Теофілос Корідаллеус, Ніколаос Маврокордатос, Вікентіос Дамодос, Мефодіос Антракітіс. Для новогрецького Просвітництва характерне повернення до давньогрецької спадщини, його діячі — Євгеній Булгаріс, Іосіпос Місіодакас, Веніамін Лесбоський, революціонер Рігас Велестінліс. В перші роки незалежності від Османської імперії поширення отримала релігійна філософія (Філіппос Іоанну, Петрос Браїлас-Арменіс) та гегельянство.
На початку XX століття головним мотивом філософських праць стає спроба обґрунтувати Велику ідею (Янніс Камбісіс, Іоанніс Зервос, Іон Драгуміс), політичним провідником якої виступав Елефтеріос Венізелос, а у філософії поширюються ідеї позитивізму (Теофілос Вореас і Панайотіс Айософітіс). У післявоєнний час впливовими філософськими напрямками стали неокантіанство (Іоанніс Теодоракопулос, Панайотіс Канеллопулос, Константінос Цацос), феноменологія (Константінос Георгуліс і Леандрос Вранусіс), а також ірраціоналізму, інтуїтивізму. Екзистенціалізм представлений Йоргосом Сарандарісом, Дімітріосом Капетанакісом, Христосом Яннарасом.

### Грецька мова
Грецька мова — одна з найдавніших серед сучасних мов світу. Нею користуються вже понад 4 000 років, а грецька писемність існує вже 3 000 років. Сьогодні грецька мова — основа словника будь-якої індоєвропейської мови, більшість базових понять наукової лексики також має частково грецьке походження. Сучасна ж грецька мова — дімотіка — південногрецький діалект, адаптований як стандартний варіант мови. Він значно відрізняється від катаревуси, яка, по суті, була штучно створена на основі давньогрецького койне і насаджувалась за ініціативою Адамантіоса Кораїса, грецького письменника, просвітника та активного громадського діяча доби національно-визвольного руху XIX століття.
Греція завжди була відносно однорідною країною у лінгвістичному відношенні. На початку XX століття відбувся греко-турецький обмін населенням, який ще більше посилив процес асиміляції етнічних меншин. Нині грецькою як першою, або навіть єдиною, мовою користується близько 99 % населення країни. Основні діалекти грецької мови: понтійський діалект, каппадокійський діалект, цаконський діалект, єврейсько-грецький діалект. В останнє десятиліття поширення інтернет-послуг і мобільного зв'язку викликало латинізацію грецького письма. Це явище відоме як Greeklish, воно поширене по всій грецькій діаспорі й навіть у країнах із більшістю грецького населення — в Греції та Кіпрі.

### Засоби масової інформації

«Τα Νέα» — наймасовіша газета Греції (133 тис. екз.): на першій сторінці
Йоргос Папандреу та Костас Караманліс

Після відновлення демократії в Греції створено передумови для вільного розвитку ЗМІ, а Конституція 1975 року заборонила цензуру у будь-якій формі. Втім грецькі ЗМІ визначаються міжнародними аналітиками як високополітизовані, одночасно визнається взаємовплив влади та преси. Зокрема столичні ЗМІ відіграли важливу роль у розвалі уряду прем'єр-міністра Андреаса Папандреу 1989 року, коли журналісти довели спроби його канцелярії впливати на висвітлення подій. Того ж року суд міста Афіни визнав монополію держави на ЗМІ, наступним кроком стала легалізація Грецьким парламентом створення приватних ЗМІ, а також їхня приватизація. За Індексом свободи преси, опублікованим 2009 року міжнародною організацією Репортери без кордонів, Греція посідає 35 позицію серед 175 країн світу.
Дослідження 2009 року, опубліковані телеканалом BBC, показали, що 78 % греків звертаються за новинами до телебачення, 41 % — до друкованих ЗМІ, 35 % — до електронних видань і 32 % — до радіо. Найбільшим, найдавнішим та найавторитетнішим інформаційним агентством Греції вважається Афінське агентство новин.
Найбільшою державною телерадіокомпанією Греції була ERT, що здійснювала трансляцію на розважальних каналах ET1, NET, регіональному культурно-освітньому каналі — ET3. Проте 11 червня 2013 року телерадіокомпанію закрито рішенням Кабінету міністрів Греції на чолі із Антонісом Самарасом, лідером владущої партії Нова Демократія. Це стало одним із заходів жорсткої економії. Відтак Греція стала єдиною державою ЄС без державного телебачення та радіомовлення.
Серед приватних телеканалів із найбільшою аудиторією глядачів: Mega TV, ANT1, Alpha TV та Skai TV. Традиційно найпопулярнішими в ефірі телеканалів залишаються випуски новин, комедійні серіали та ігрові телешоу. Найбільша державна компанія радіомовлення — ERA. Першою приватною радіостанцією в Греції стало Афінське муніципальне FM-радіо. У країні діє низка різноманітних в FM-діапазоні Skai 100,3 FM, Sfera 102,2 FM тощо, а також інтернет-радіо, зокрема ArionRadio. Загалом правове регулювання телевізійного та радіомовлення в країні все ще не відповідає європейським стандартам: близько 1 700 приватних телеканалів та радіостанцій у Греції здійснюють мовлення без отримання належних ліцензій.
Грецькі друковані ЗМІ в цілому менш заполітизовані, ніж наприкінці 1980-х років, проте деякі основні щоденні газети мають чітку політичну приналежність: газети «Катемеріні» та «Акрополь» (наклади 35 500 та 50 800 екз. відповідно) — правоцентристське видання; «Елефтерос Тіпос» (наклад 135 500 екз.) — видання, що тяжіє до консервативнішого правого крила; газета «Авгі» (наклад 55 000 екз.) позиціюється як видання лівого крила, до видань лівоцентристського спрямування належать «Авріані», «Та Неа» й «Елефтеротіпіа» (наклади 51 000, 133 000 та 108 000 екз. відповідно); нарешті газета «Різоспастіс» (наклад 40 000 екз.) — офіційний друкований орган Комуністичної партії Греції. В Афінах також видається широке коло журналів, серед них найпопулярніші: «Економікос», «Епендітіс», «Прін», «Статус», а також «То Віма». 2 % грецьких газет і журналів експортуються на Кіпр, до США, Німеччини та Великої Британії. У Греції ж найбільший попит мають німецько- та англомовні видання.

### Спорт

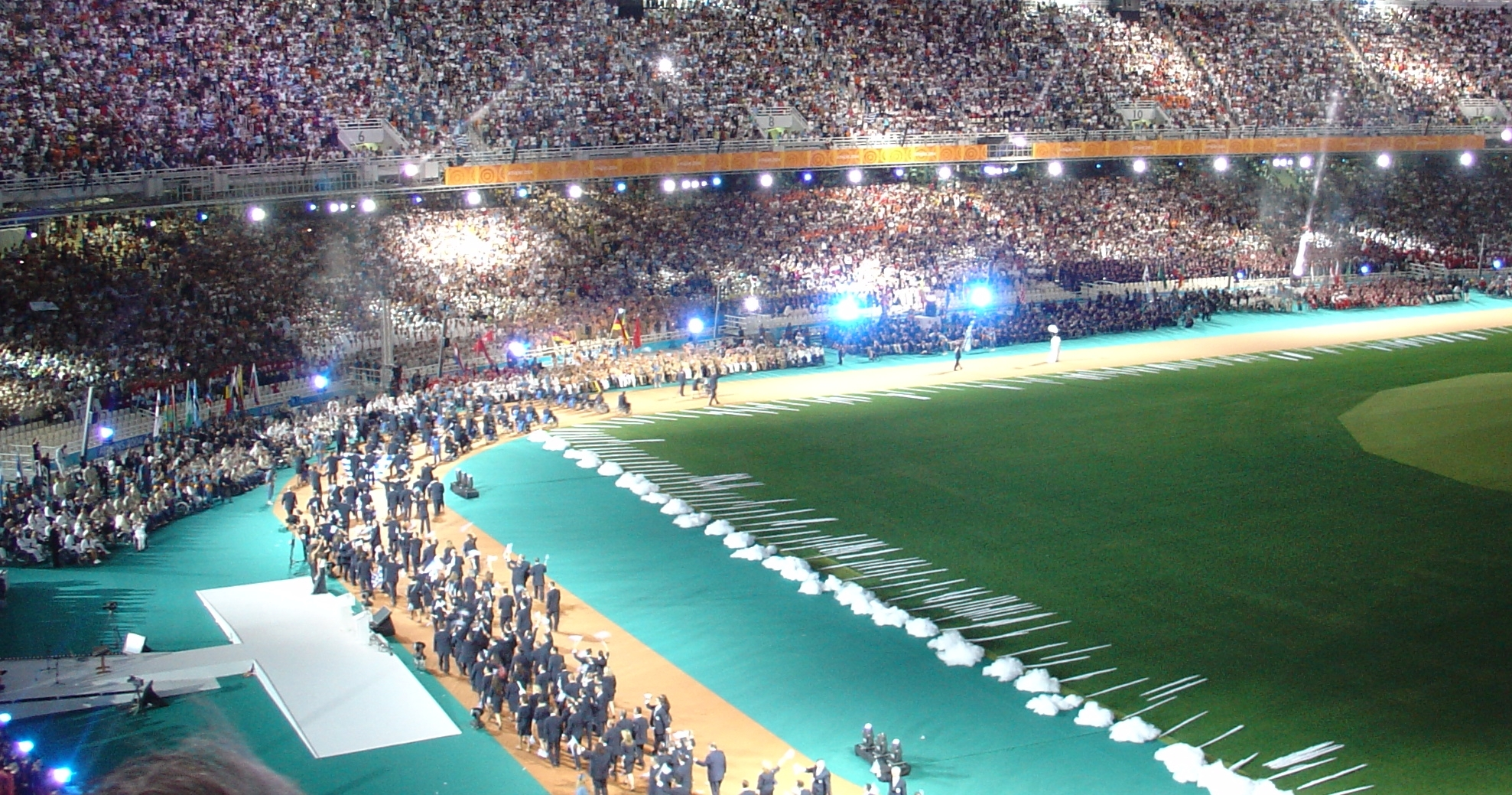
Олімпійський стадіон в Афінах імені Спіроса Луїса — відкриття Паралімпійських ігор 2004

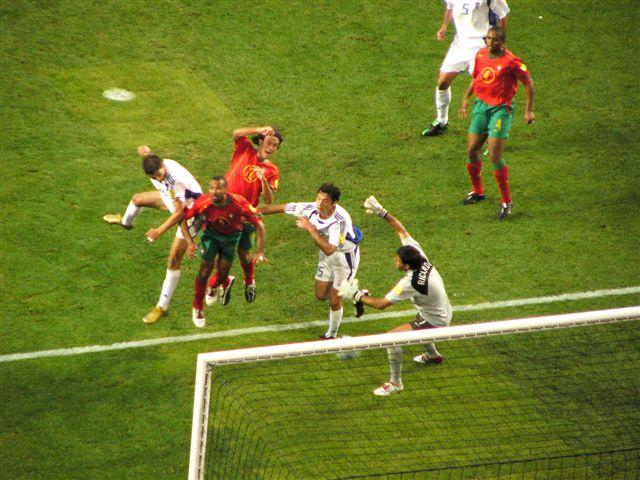
Переможний гол Ангелоса Харістеаса в фіналі Євро-2004

Греція як батьківщина олімпійських змагань має чи не найдавніші спортивні традиції у світі. Вона тричі за нову історію приймала Олімпійські ігри сучасності: першу Олімпіаду 1896 року, перші Позачергові Олімпійські ігри та в 2004 році чергові Літні Олімпійські ігри в Афінах. Національний олімпійський комітет Греції було створено в 1894 році і визнано Міжнародним олімпійським комітетом (МОК) у 1895 році. Зрештою першим Президентом МОК став грецький підприємець, поет Деметріос Вікелас.
Найпопулярнішими видами спорту в Греції є футбол та баскетбол. Баскетбол набув популярності в Греції після здобуття клубом АЕК Кубку володарів Кубків 1968 року. Другу хвилю піднесення викликали перемоги на Чемпіонаті Європи з баскетболу 1987 року та особливо 2005 року. Найуспішніші баскетбольні клуби Грецького чемпіонату — Панатінаїкос (31 перемога), Аріс (10 перемог), Олімпіакос (9 перемог), АЕК (8 перемог) та Панеллініос (6 перемог).
Подібним чином відбувся й підйом футболу після перемоги збірної Греції на Чемпіонаті Європи з футболу в 2004 році. Ця подія була названа однієї з найбільших несподіванок у сучасній історії спорту. Найуспішніші футбольні клуби Грецької суперліги: Олімпіакос (37 перемог), Панатінаїкос (19 перемог) та АЕК (13 перемог).
В останні десятиліття в Греції також набрали популярності волейбол, водне поло, легка атлетика. Національні збірні гідно представляють Грецію на міжнародних змаганнях із важкої атлетики, гімнастики, вітрильного спорту, веслування на байдарках та каное, стрибків у воду, плавання, академічного веслування, боротьби, велоспорту, боксу, стрілецького спорту, тенісу, стрільби з луку, тріатлону. Певну популярність мають регбі, крикет, гольф, хокей, кінний спорт. 1952 року започатковано Ралі Греції, яке 1973 року стало етапом Чемпіонату світу з ралі і нині вважається одним із найскладніших, найстаріших та найпрестижніших змагань із ралі у світі. З 1972 року щорічно відбувається Афінський класичний марафон, ушанований «золотим статусом» Міжнародної асоціації легкоатлетичних федерацій.
1991 року столиця Греції місто Афіни приймало XI Середземноморські ігри — головну спортивну подію країн Середземномор'я. 28 жовтня 2007 року в ході голосування в італійській Пескарі Греція знову виборола право приймати XVII Середземноморські ігри. Вони мали б відбутися в містах Волос та Лариса в 2013 році. Однак організатори не звели вчасно спортивні об'єкти, тому 28 січня 2011 року Міжнародний комітет Ігор позбав Грецію права приймати Ігри. Натомість 27 січня 2011 року Асоціація міжнародних марафонів і пробігів підписала угоду із Міністерством культури і туризму Греції, згідно з якою переносить свою штаб-квартиру до Афін.